# Eifel
Die Eifel ist ein bis zu 746,9 m ü. NHN hohes und mehr als 5300 km² großes Mittelgebirge in Rheinland-Pfalz und Nordrhein-Westfalen. Es geht in Belgien und Luxemburg in die Ardennen und das Hohe Venn über und gehört wie diese zum Rheinischen Schiefergebirge. Im Norden stößt der Gebirgszug an die Kölner Bucht, im Osten an den Rhein, im Süden an die Mosel und im Westen an das deutsch-luxemburgische und deutsch-belgische Grenzgebiet.
Die Bewohner der Eifel werden auch als Eifler oder Eifeler bezeichnet.

## Geographie

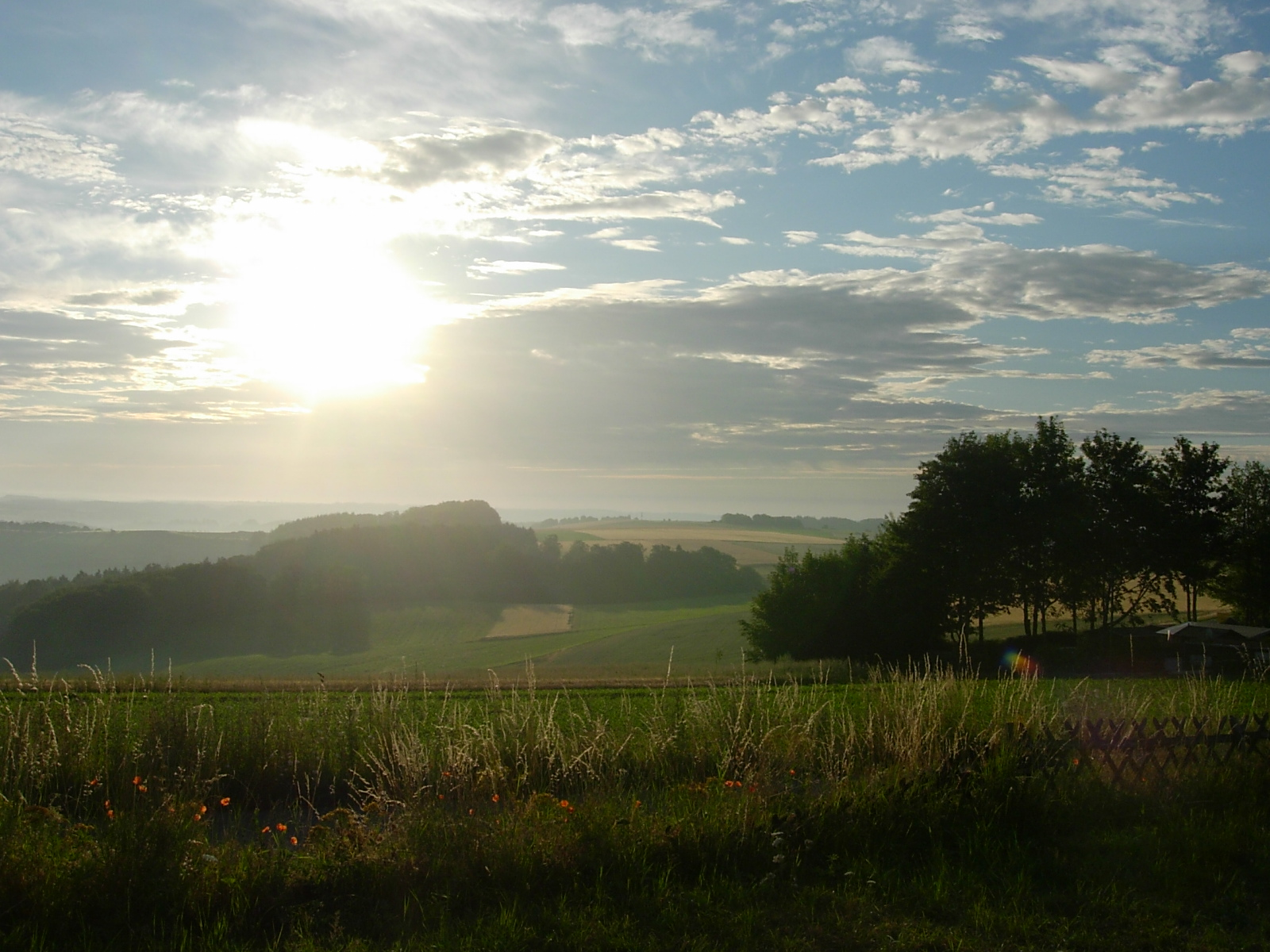
Morgen in der Vulkaneifel

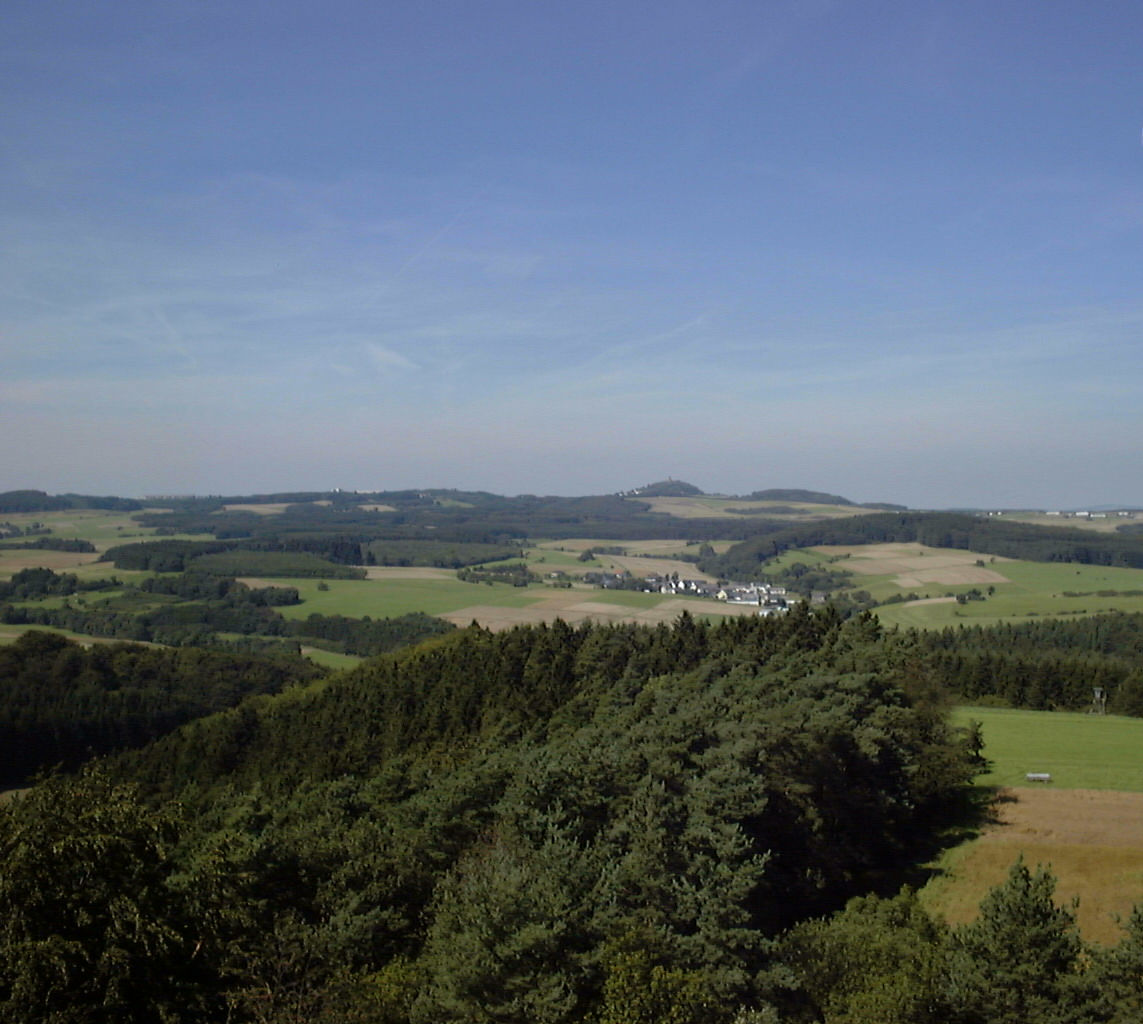
Eifellandschaft

### Lage
Die Eifel liegt zwischen Aachen im Norden, Trier im Süden und Koblenz im Osten. Sie fällt im Nordosten entlang der Linie Aachen–Düren–Bonn zur Niederrheinischen Bucht ab. Im Osten und Süden wird sie vom Rhein- und Moseltal begrenzt. Westwärts geht sie in Belgien und Luxemburg in die geologisch verwandten Ardennen und das Luxemburger Ösling über. Sie liegt in Rheinland-Pfalz und Nordrhein-Westfalen und berührt den Raum Eupen–Sankt Vith–Luxemburg. Die höchste Erhebung ist der Vulkankegel Hohe Acht (746,9 m). Ursprünglich bezeichnete der karolingische Eifelgau nur annähernd das Gebiet um die Quellen der Flüsse Ahr, Kyll, Urft und Erft. Der Name wurde in jüngerer Zeit auf die gesamte Region übertragen.

### Landschaftsformen
Die Eifel gehört zu den Teilen des Rheinischen Schiefergebirges, deren wellige Hochfläche als Rumpfhochland bezeichnet wird, das sich aus dem durch Erosion abgetragenen Urgebirge der variszischen Gebirgsbildungsphase und späterer erneuter Hebung entwickelte. Die Hochfläche durchziehen im westlichen Teil einzelne bis 700 m hohe Bergrücken wie Schneifel und Hohes Venn. Im Ostteil bildeten sich in der Hohen Eifel und der Vulkaneifel aus tertiärem und quartären Vulkanismus einzelne Schlackenvulkane und Basaltkuppen wie die Hohe Acht und der Ernstberg, welche die Hügellandschaft überragen.
Die zur Mosel, Rhein und Maas hin entwässernden Flüsse wie Our, Kyll, Ahr, Brohlbach und Rur haben sich zum Rand der Eifel hin tief eingeschnitten und bilden größere Täler aus.
Die über 5.300 km² große Eifel wird geografisch in Nord- und Südeifel unterteilt, feingliedriger jedoch in mehrere naturräumliche Landschaften mit teilweise weiteren Untergliederungen.

### National- und Naturparks, Geoparks
Seit 2004 ist ein Teil der Nordeifel als Nationalpark Eifel ausgewiesen. Etwa von Norden nach Süden betrachtet liegen in der Eifel vier Naturparks: Rheinland, Hohes Venn-Eifel, Vulkaneifel (zugleich UNESCO Global Geopark) und Südeifel, wobei der erstgenannte Park nur im Süden in nördliche Eifelausläufer reicht. In der Osteifel befindet sich der Nationale Geopark Laacher See.

### Naturräumliche Gliederung
Im Handbuch der naturräumlichen Gliederung Deutschlands wurde in den Jahren bis 1960 der deutsche Teil der zum Rheinischen Schiefergebirge gehörenden Eifel naturräumlich in drei Haupteinheitengruppen (zweistellig) und diese weiter in Haupteinheiten (dreistellig) unterteilt. Diese Gliederungen wurden nachfolgend in den Einzelblättern Trier/Mettendorf, Cochem (beide 1974) und Köln/Aachen (1978) wie folgt verfeinert. In einer Überarbeitung von 1992 bis 1994 führte das Bundesamt für Naturschutz die drei Haupteinheitengruppen (Osteifel, Westeifel und Vennvorland) unter der zusammenfassenden Gruppe D45, Eifel und Vennvorland zusammen. Eine Besonderheit stellt das Vulkankuppenland um den Laacher See dar. Naturräumlich ist es, aufgrund seiner Höhenlage und des Klimas, der Haupteinheit 292 Unteres Mittelrheingebiet zugeordnet und gehört zur Haupteinheitengruppe 29 Mittelrheingebiet. Nach dieser Einordnung ist es nicht Teil der Eifel. Landläufig wird es aber unzweifelhaft zur Vulkaneifel gezählt, weshalb die entsprechenden Naturräume hier aufgeführt sind, zumal die ihm zugeordneten Ettringer Vulkankuppen hinsichtlich ihrer Höhenlage bereits Eifeler Züge besitzen. In der Ausgabe des Handbuchs der naturräumlichen Gliederung von 1954 bildete dieses Vulkankuppenland ebenso wie der linksrheinische Flügel der Mittelrheinischen Bucht noch einen Teil der Haupteinheit 273 Rheineifel, die in der Überarbeitung 1960 zugunsten einer Erweiterung des Mittelrheingebietes gestrichen wurde. Das landläufig zur Südeifel gerechnete Bitburger Gutland ist naturräumlich als Tafelland des linksrheinischen Schichtstufenlands kein Bestandteil des Rheinischen Schiefergebirges, kann aber der Lage nach als Übergangsgebiet zur Eifel gelten. Die Geographen Heinrich Müller-Miny und Martin Bürgener bezogen das Wollersheimer Stufenländchen, eine Untereinheit der Osteifel, aufgrund seiner ökologischen Verwandtschaft mit der angrenzenden Zülpicher Börde in die großregionenübergreifende Rheinische Bucht ein.
Für die jeweils feinsten Naturräume der in Rheinland-Pfalz gelegenen Landschaften wurden für diese gleichnamige Steckbriefe des Landesinformationssystems der Naturschutzverwaltung (LANDIS) erstellt:
| - 56 Vennvorland - 560 Vennfußfläche - 560.0 Kornelimünsterer Vennvorland - 561 Aachener Hügelland - 561.0 Stolberger Talung - 561.1 Aachener Kessel - 561.2 Aachener Wald - 561.3 Vaalser Hügelland - (zu 29 Mittelrheingebiet) - (zu 292 Unteres Mittelrheingebiet) - 292.0 Laacher Vulkane - 292.00 Laacher Kuppenland - 292.01 Ettringer Vulkankuppen - 28 Westeifel - 280 Islek und Ösling - 280.0 Östlicher Islek - 280.00 Lascheider Hochfläche - 280.01 Mittleres Prümtal - 280.1 Mittlerer Islek - 280.10 Arzfelder Hochfläche - 280.11 Neuerburger Enztal - 280.12 Karlshausener Hochfläche - 280.2 Westlicher Islek - 280.20 Leidenborner Hochflache - 280.21 Winterscheider Hochfläche - 280.3 Mittleres Ourtal - 280.30 Urb-Viander Ourtal - 280.31 Gentinger Ourtal - 280.4 Südliches Schneifelvorland - 280.5 Islek-Vorstufe - 281 Westliche Hocheifel - 281.0 Schneifelrücken - 281.1 Nördliches Schneifelvorland - 281.10 Brandscheider Schneifelvorland - 281.11 Manderfelder Schneifelvorland - 281.2 „Grenzwald“-Rücken - 281.20 Ommerscheid - 281.21 Losheimer Wald - 281.3 Oberes Kylltal - 281.4 Duppacher Rücken - 282 Rureifel - 282.0 Dürener Eifelfuß - 282.1 Hürtgener Hochfläche - 282.2 Monschauer Heckenland - 282.3 Rur-Urft-Olef-Täler - 282.30 Monschau-Rurberger Rurtal - 282.31 Gemünder Urft- und Oleftäler - 282.32 Urftseegebiet - 282.33 Rurseegebiet - 282.34 Heimbach-Maubacher Rurtal - 282.4 Monschau-Hellenthaler Waldhochfläche - 282.5 Dreiborner Hochfläche - 282.6 Hollerath-Broicher Hochfläche - 282.60 Hollerather Hochfläche - 282.61 Broicher Hochfläche - 282.7 Wildenburger Hochfläche - 282.8 Kermeter Wald - 283 Hohes Venn - 283.0 Vennplateau - 283.00 Lammersdorfer Vennhochfläche - 283.1 Nördliche Vennabdachung - 283.10 Roetgener Vennabdachung - Roerquell-Hochfläche (ganz in Belgien) - Bergland der oberen Warche (Südliche Venn-Vorfläche; ganz in Belgien) - Östliche Hochardennen (ganz in Belgien) - Sankt Vither Hochfläche | - 27 Osteifel - 270 Moseleifel (Niedereifel) - 270.0 Östliche Moseleifel - 270.00 Elztal - 270.01 Kaisersescher Eifelrand - 270.02 Gevenicher Hochfläche - 270.1 Unteres Üßbachtal - 270.2 Kondelwald - 270.3 Öfflinger Hochfläche - 270.4 Mittleres Liesertal - 270.5 Südliche Vulkaneifel - 270.50 Daun-Manderscheider Vulkanberge - 270.51 Dauner Maargebiet - 270.6 Wittlicher Heckenland - 270.60 Naurather Horst - 270.61 Arenrather Hochfläche - 270.62 Littgener Hochflache - 270.7 Meulenwald - 271 Östliche Hocheifel - 271.0 Olbrücker Eifelrand - 271.1 Kempenicher Tuffhochfläche - 271.2/3 Zentrale Östliche Hocheifel - 271.2 Hohe Acht/Nitz-Nette-Bergland - 271.20 Hohe-Acht-Bergland - 271.21 Nitz-Nette-Wald - 271.3 Elzbachhöhen - 271.4 Südwestsaum der östlichen Hocheifel - 271.40 Trierbach-Lieser-Quellbergland - 271.41 Üßbachbergland - 271.42 Müllenbacher Riedelland - 271.43 Mittleres Üßbachtal - 272 Ahreifel - 272.0 Reifferscheider Bergland - 272.1 Nördliches Ahrbergland - 272.2 Mittleres Ahrtal - 272.20 Dümpelfelder Ahrtal - 272.21 Recher Ahrengtal - 272.3 Südliches Ahrbergland - 274 Münstereifeler Wald und Nordöstlicher Eifelfuß - 274.0 Münstereifeler Tal - 274.1 Münstereifeler Wald (Flamersheimer Wald) - 274.2 Swist-Eifelfuß (Rheinbacher Wald) - 274.3 Königsfelder Eifelrand - 275 Mechernicher Voreifel - 275.0 Wollersheimer Stufenländchen - 275.1 Vlattener Hügelland - 275.2 Mechernicher Berg- und Hügelland - 275.3 Antweiler Senke - 275.4 Billiger Rücken - 276 Kalkeifel - 276.0 Sötenicher Kalkmulde - 276.1 Blankenheimer und Zingsheimer Wald - 276.10 Zingsheimer Wald - 276.11 Blankenheimer Wald - 276.2 Blankenheimer Kalkrücken - 276.3 „Eichholz“-Rücken - 276.4 Rohrer Kalkmulde - 276.5 Dollendorfer Kalkmulde - 276.6 Senkenbusch - 276.7 Ahrdorf-Hillesheimer Kalkmulden - 276.70 Ahrdorfer Kalkmulde - 276.71 Hillesheimer Kalkmulde - 276.8 Nördliche Vulkaneifel - 276.80 Kyll-Vulkaneifel - 276.81 Dockweiler Vulkaneifel - 276.9 Südliche Kalkmulden - 276.90 Gerolsteiner Kalkmulde - 276.91 Prümer Kalkmulde - 277 Kyllburger Waldeifel - 277.0 Neidenbacher Sandsteinplateau - 277.1 Mittleres Kylltal - 277.2 Kyllburger Waldrücken - 277.20 Prümscheid - 277.21 Wittlicher Wald - 277.3 Salmer Hügelland |

### Weitere Raumeinteilungen
Neben der im Handbuch der naturräumlichen Gliederung Deutschlands dargestellten Einteilung sind noch viele andere Unterteilungen der Eifel nach unterschiedlichsten Kriterien bekannt, von denen hier einige aufgelistet sind.
- Hohe Eifel oder Hocheifel (zentraler Osten)
- Vulkaneifel (zentraler Süden)
- Ahreifel oder Ahrgebirge (im Osten)
- Rheineifel (im Osten)
- Breisiger Ländchen (um Bad Breisig)
- Nordeifel
  - Voreifel im Nordosten[26]
    - Drachenfelser Ländchen

  - Rureifel, oft gleichgesetzt mit Nordeifel
    - Monschauer Heckenland
    - Kermeter im Nationalpark Eifel

  - Zitterwald
  - Hürtgenwald
  - Aachener Hügelland
- Nördliche Kalkeifel
  - Mechernicher Voreifel
- Ost- und Vordereifel
im Raum Cochem-Mayen (Osten)
  - Die Pellenz
  - Maifeld
- Moseleifel (im Südosten)
  - Der Kondel oder Kondelwald
  - Meulenwald
  - Moselberge
  - Wittlicher Senke
- Südeifel bei Trier
  - Bitburger Gutland
  - Kyllburger Waldeifel oder nur Waldeifel, auch Kylleifel
- Westeifel (Umland von Prüm)
  - Schnee-Eifel,
    - Schneifel oder Schnee-Eifel

  - Islek
  - Belgische Eifel
- Hohes Venn (Nordwesten, Übergang zu den Ardennen)

Hinweis: Es wurden ausschließlich naturräumliche oder kulturlandschaftliche Eifelregionen benannt; einige davon überschneiden sich. Von weiteren Begriffen aus Fremdenverkehrs- und Tourismus-Vereinen stehen manche nicht in einem korrekten geografischen Kontext.

### Berge und Erhebungen
Die Eifel ist abseits der Täler eine schwach wellige Hochebene, aus der langgezogene Bergrücken und einzelne Berge hervorragen. Die meisten dieser Erhebungen erreichen keine großen Höhen gegenüber ihrer Umgebung, einige jedoch, wie der „Schwarze Mann“ in der Schnee-Eifel, sind allseits schon von weitem als lang gezogene, bewaldete Höhenrücken oder sich deutlich absetzende Hügelspitzen zu erkennen.
Der höchste Berg der gesamten Eifel ist mit 746,9 m die Hohe Acht. Sie ist die einzige Eifel-Erhebung über 700 m. Allerdings erreichen viele Gipfel, Bergrücken und größere Gebiete wie der Zitterwald Höhen von mehr als 600 m. Darunter sind zwei Dutzend Gipfel mit guter Rundsicht, von denen viele eine Aussichtswarte tragen. Von Nord nach Süd seien angeführt: Michelsberg, Häuschen und Teufelsley im Norden, Adert, Hohe Acht und Raßberg im Nordosten, Hochkel, Nerotherkopf, Dietzenley und Ruine Kasselburg im Zentralgebiet, Prümer Kalvarienberg, Hart- und Prümer Kopf im Osten, Steine- und Mäuseberg bei Daun, Hochsimmer und Scheidkopf bei Mayen, Eickelslay und Absberg im Südosten, Krautscheid und Hohe Kuppe im Südwesten.
Viele dieser markanten Punkte verbindet die Grüne Straße Eifel-Ardennen, die den Osten und Süden durchquert, die Deutsche Vulkanstraße, die Deutsche Wildstraße und die Ferienstraße Südeifel.
Die nachfolgend aufgeführten Berge und Erhebungen der Eifel sind nach Höhe in Metern (m) über Normalhöhennull (NHN) sortiert und jeweils ihrem feinsten Unternaturraum sowie der übergeordneten (dreistelligen) Haupteinheit (vgl. Abschnitt Naturräumliche Gliederung) zugeordnet:
| Berg / Erhebung                       | Höhe (in m) | Feinster Unternaturraum               | Naturraum Nr. | Naturräumliche Haupteinheit                    |
| ------------------------------------- | ----------- | ------------------------------------- | ------------- | ---------------------------------------------- |
| Hohe Acht                             | 746,9       | Hohe-Acht-Bergland                    | 271.20        | Östliche Hocheifel                             |
| Ernstberg (Erresberg)                 | 699,8       | Prümscheid                            | 277.20        | Kyllburger Waldeifel                           |
| namenlose Kuppe (nahe Schwarzer Mann) | 699,1       | Schneifelrücken                       | 281.00        | Westliche Hocheifel                            |
| Schwarzer Mann                        | 697,8       | Schneifelrücken                       | 281.00        | Westliche Hocheifel                            |
| Botrange                              | 694,24      | Vennplateau                           | 283.00        | Hohes Venn (Belgien)                           |
| Scharteberg                           | 691,4       | Prümscheid                            | 277.20        | Kyllburger Waldeifel                           |
| Weißer Stein                          | 690         | Monschau-Hellenthaler Waldhochfläche  | 282.40        | Rureifel                                       |
| Prümscheid                            | 682         | Prümscheid                            | 277.20        | Kyllburger Waldeifel                           |
| Burgberg der Nürburg                  | 676,5       | Hohe-Acht-Bergland                    | 271.20        | Östliche Hocheifel                             |
| Hochkelberg                           | 674,9       | Trierbach-Lieser-Quellbergland        | 271.40        | Östliche Hocheifel                             |
| Steling                               | 658,3       | Vennplateau                           | 283.00        | Hohes Venn (Belgien)                           |
| Döhmberg                              | 653,2       | Dockweiler Vulkaneifel                | 276.81        | Kalkeifel                                      |
| Nerother Kopf                         | 651,7       | Daun-Manderscheider Vulkanberge       | 270.50        | Moseleifel                                     |
| namenlose Kuppe (nahe Gondelsheim)    | 651,3       | Duppacher Rücken                      | 281.40        | Westliche Hocheifel                            |
| Radersberg                            | 637         | Dockweiler Vulkaneifel                | 276.81        | Kalkeifel                                      |
| Apert                                 | 631,3       | Kyll-Vulkaneifel                      | 276.80        | Kalkeifel                                      |
| Aremberg                              | 623,8       | Nördliches Ahrbergland                | 272.10        | Ahreifel                                       |
| namenlose Kuppe (nahe Schöneseiffen)  | 622,7       | Dreiborner Hochfläche                 | 282.50        | Rureifel                                       |
| Dietzenley                            | 617,6       | Prümscheid                            | 277.20        | Kyllburger Waldeifel                           |
| Hardtkopf                             | 601,5       | Südliches Schneifelvorland            | 280.40        | Islek und Ösling                               |
| Heidenköpfe                           | 595         | Eichholz-Rücken                       | 276.30        | Kalkeifel                                      |
| Hochsimmer                            | 587,9       | Nitz-Nette-Wald                       | 271.21        | Östliche Hocheifel                             |
| Michelsberg                           | 586,1       | Nördliches Ahrbergland                | 272.10        | Ahreifel                                       |
| Langschoß                             | 583,5       | Lammersdorfer Vennhochfläche          | 283.00        | Hohes Venn                                     |
| Gänsehals                             | 575,3       | Kempenicher Tuffhochfläche            | 271.10        | Östliche Hocheifel                             |
| Eigart                                | 565,5       | Dreiborner Hochfläche                 | 282.50        | Rureifel                                       |
| Hochstein                             | 563,0       | Ettringer Vulkankuppen                | 292.01        | Unteres Mittelrheingebiet                      |
| Mäuseberg                             | 561,2       | Dauner Maargebiet                     | 270.51        | Moseleifel                                     |
| Stromberg                             | 558,2       | Eichholz-Rücken                       | 276.30        | Kalkeifel                                      |
| Rockeskyller Kopf                     | 554,6       | Dockweiler Vulkaneifel                | 276.81        | Kalkeifel                                      |
| Hoher List                            | 549,1       | Dauner Maargebiet                     | 270.51        | Moseleifel                                     |
| Roßbüsch                              | 538,6       | Kyll-Vulkaneifel                      | 276.80        | Kalkeifel                                      |
| Kuhdorn                               | 532,1       | Kyll-Vulkaneifel                      | 276.80        | Kalkeifel                                      |
| Burberg                               | 528,5       | Salmer Hügelland                      | 277.30        | Kyllburger Waldeifel                           |
| namenlose Kuppe (bei Wolfgarten)      | 527,8       | Kermeter Wald                         | 282.80        | Rureifel                                       |
| Wildbretshügel                        | 525,3       | Kermeter Wald                         | 282.80        | Rureifel                                       |
| Kalvarienberg                         | 522,8       | Dollendorfer Kalkmulde                | 276.50        | Kalkeifel                                      |
| Verbrannter Berg                      | 516,2       | Kermeter Wald                         | 282.80        | Rureifel                                       |
| Rother Hecke                          | 510,5       | Kyll-Vulkaneifel                      | 276.80        | Kalkeifel                                      |
| Häuschen                              | 506,5       | Südliches Ahrbergland                 | 272.30        | Ahreifel                                       |
| Hochthürmen                           | 499,9       | Nördliches Ahrbergland                | 272.10        | Ahreifel                                       |
| Teufelsley                            | 495,9       | Südliches Ahrbergland                 | 272.30        | Ahreifel                                       |
| Krufter Ofen                          | 463,1       | Laacher Kuppenland                    | 292.00        | Unteres Mittelrheingebiet                      |
| Kellerberg                            | 448,8       | Naurather Horst                       | 270.60        | Moseleifel                                     |
| Herkelstein                           | 434,5       | Mechernicher Berg- und Hügelland      | 275.20        | Mechernicher Voreifel                          |
| Schimmelsberg aufm Hüttenberg         | 434,1       | Moselberge                            | 250.20        | Moseltal                                       |
| Stockert                              | 433,9       | Mechernicher Berg- und Hügelland      | 275.20        | Mechernicher Voreifel                          |
| Veitskopf                             | 428,1       | Laacher Kuppenland                    | 292.00        | Unteres Mittelrheingebiet                      |
| Monzeler Hüttenkopf                   | 423,4       | Moselberge                            | 250.20        | Moseltal                                       |
| Burgberg                              | 400,8       | Hürtgener Hochfläche                  | 282.10        | Rureifel                                       |
| Sonnenberg                            | 393,3       | Kermeter Wald                         | 282.80        | Rureifel                                       |
| Calmont                               | 378,4       | Gevenicher Hochfläche                 | 270.02        | Moseleifel                                     |
| Bausenberg                            | 339,8       | Königsfelder Eifelrand                | 274.30        | Münstereifeler Wald und Nordöstlicher Eifelfuß |
| Landskrone                            | 271,7       | Oberwinterer Terrassen- und Hügelland | 292.23        | Unteres Mittelrheingebiet                      |

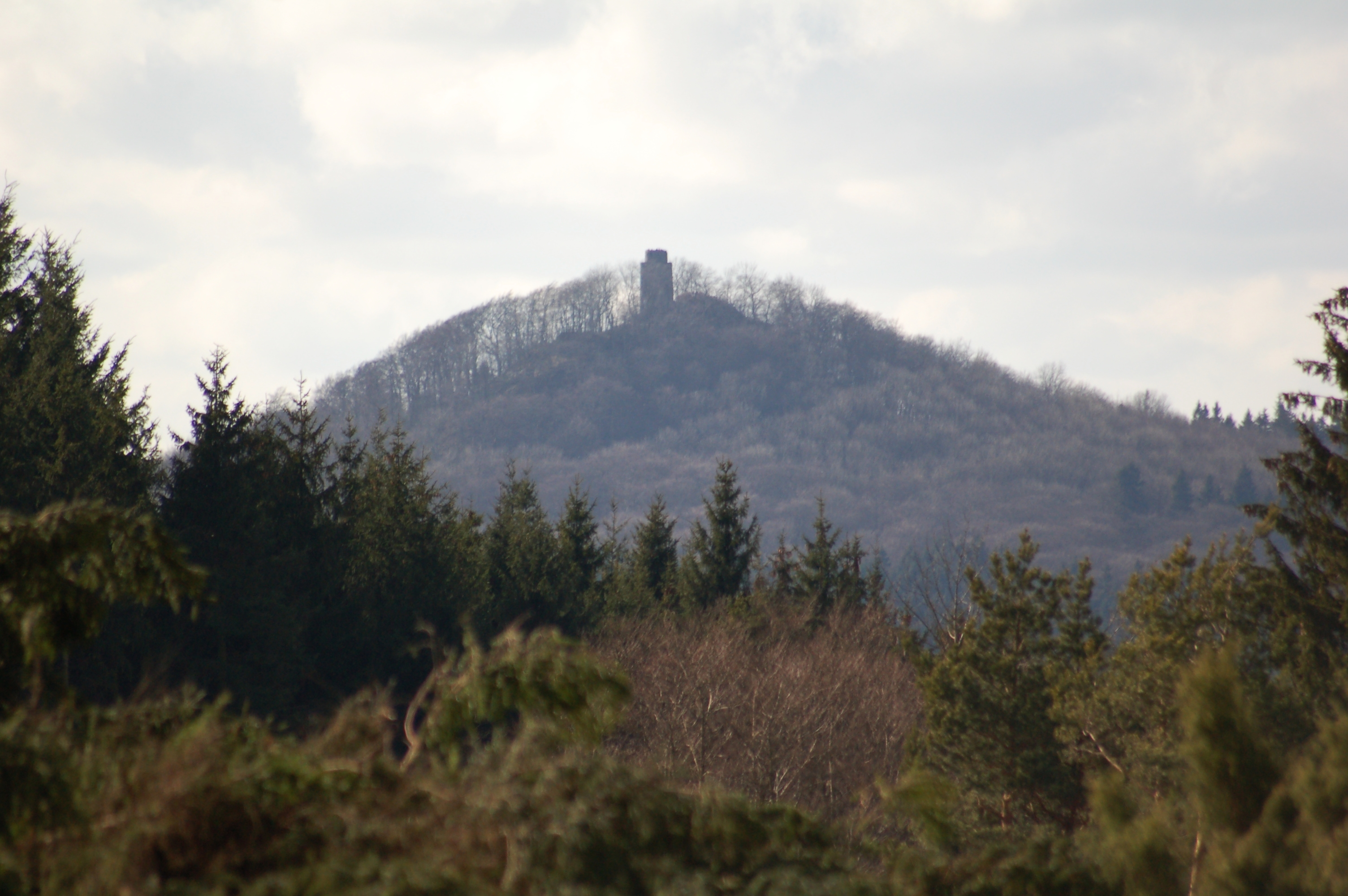
Blick vom Raßberg zur markanten Kuppe der Hohen Acht
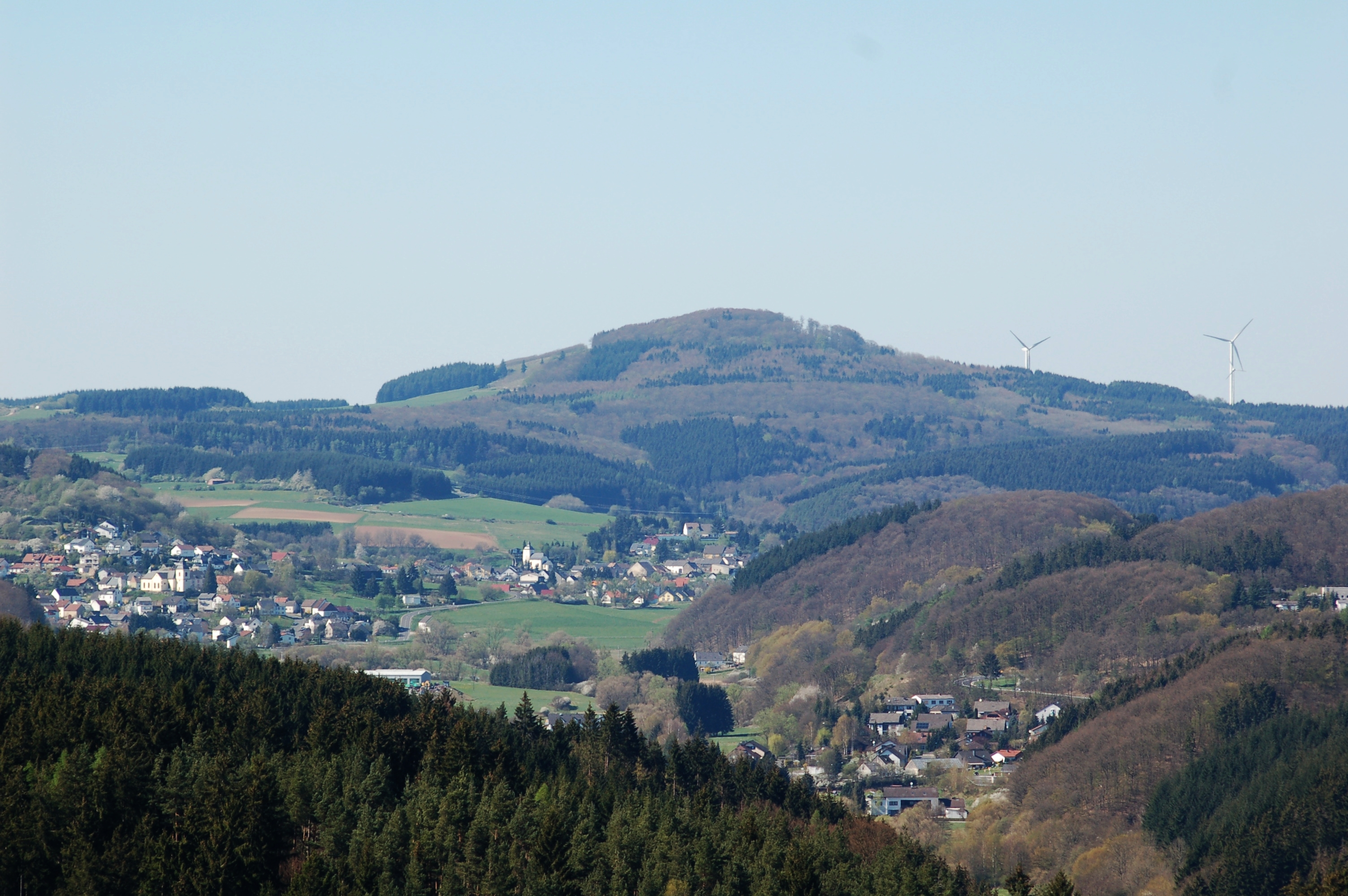
Blick aus Richtung Südosten vom Mäuseberg zum Ernstberg
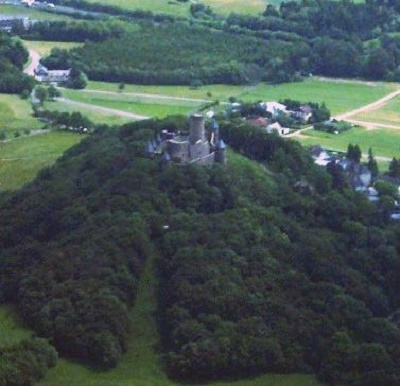
Burgberg der Nürburg aus der Luft
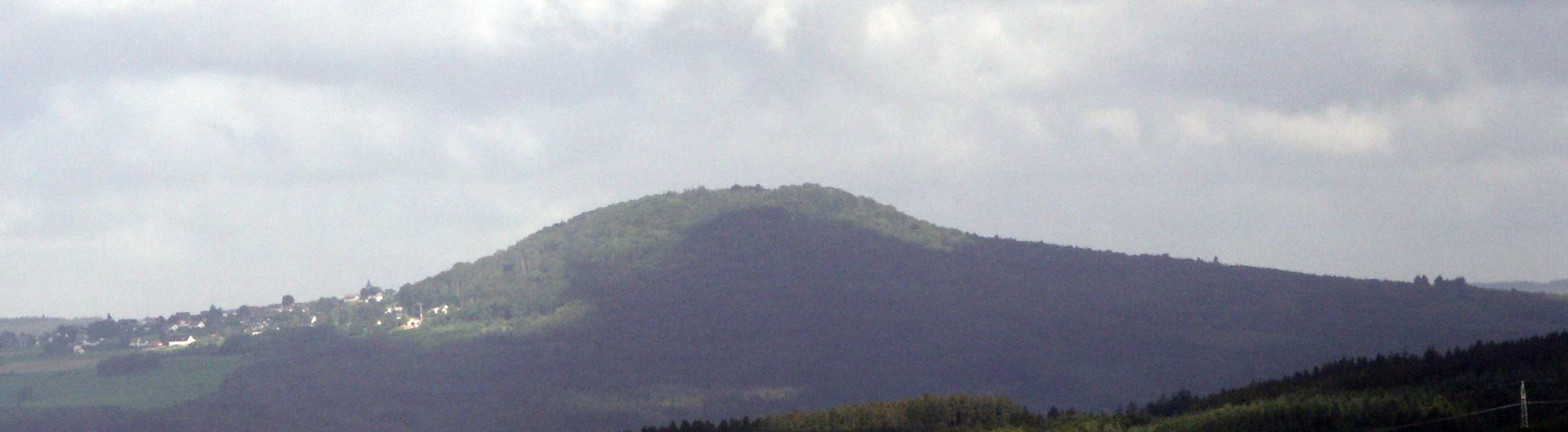
Der Aremberg mit dem Dorf Aremberg von Südsüdosten betrachtet
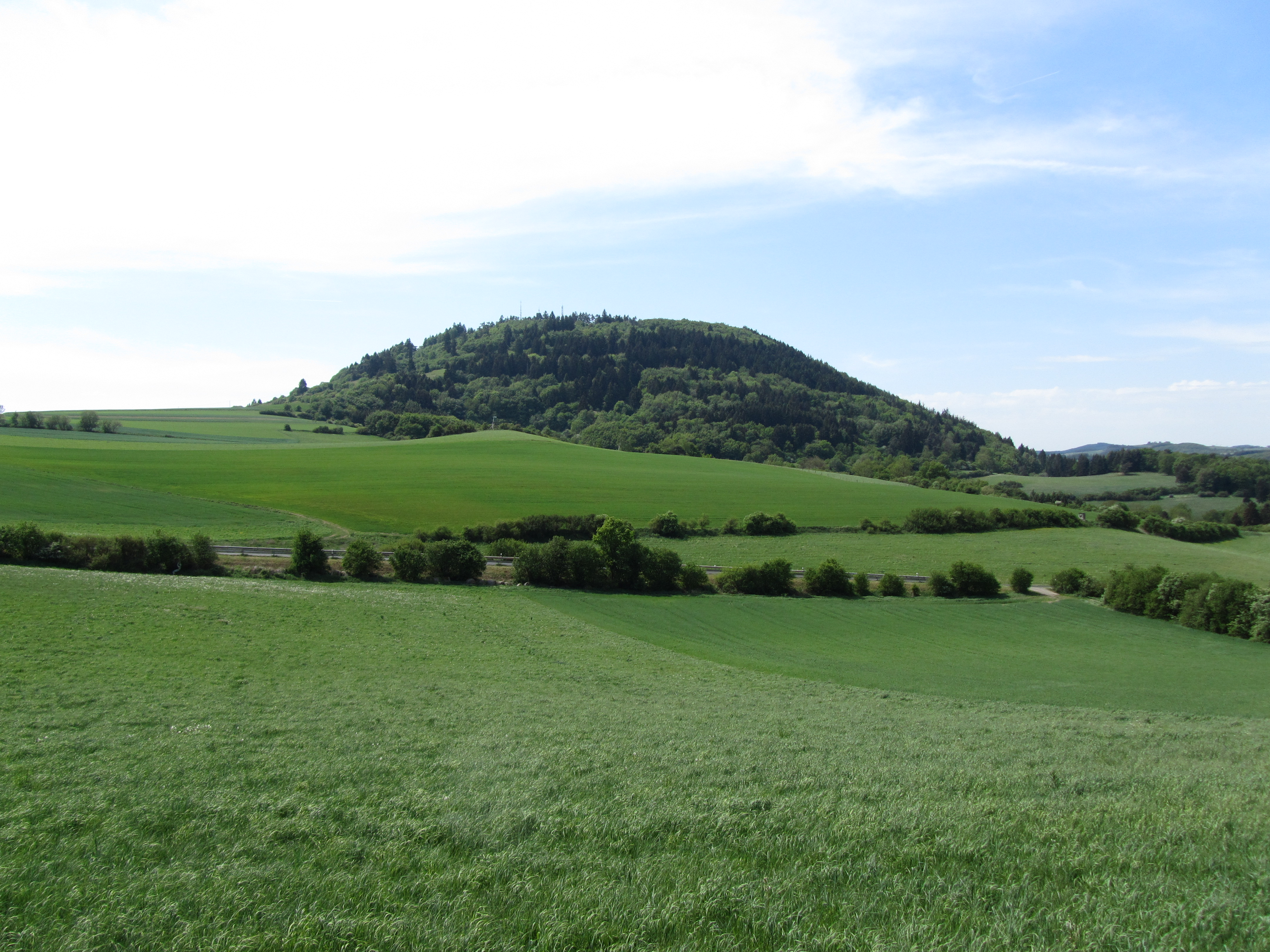
Hochsimmer von Ostnordosten
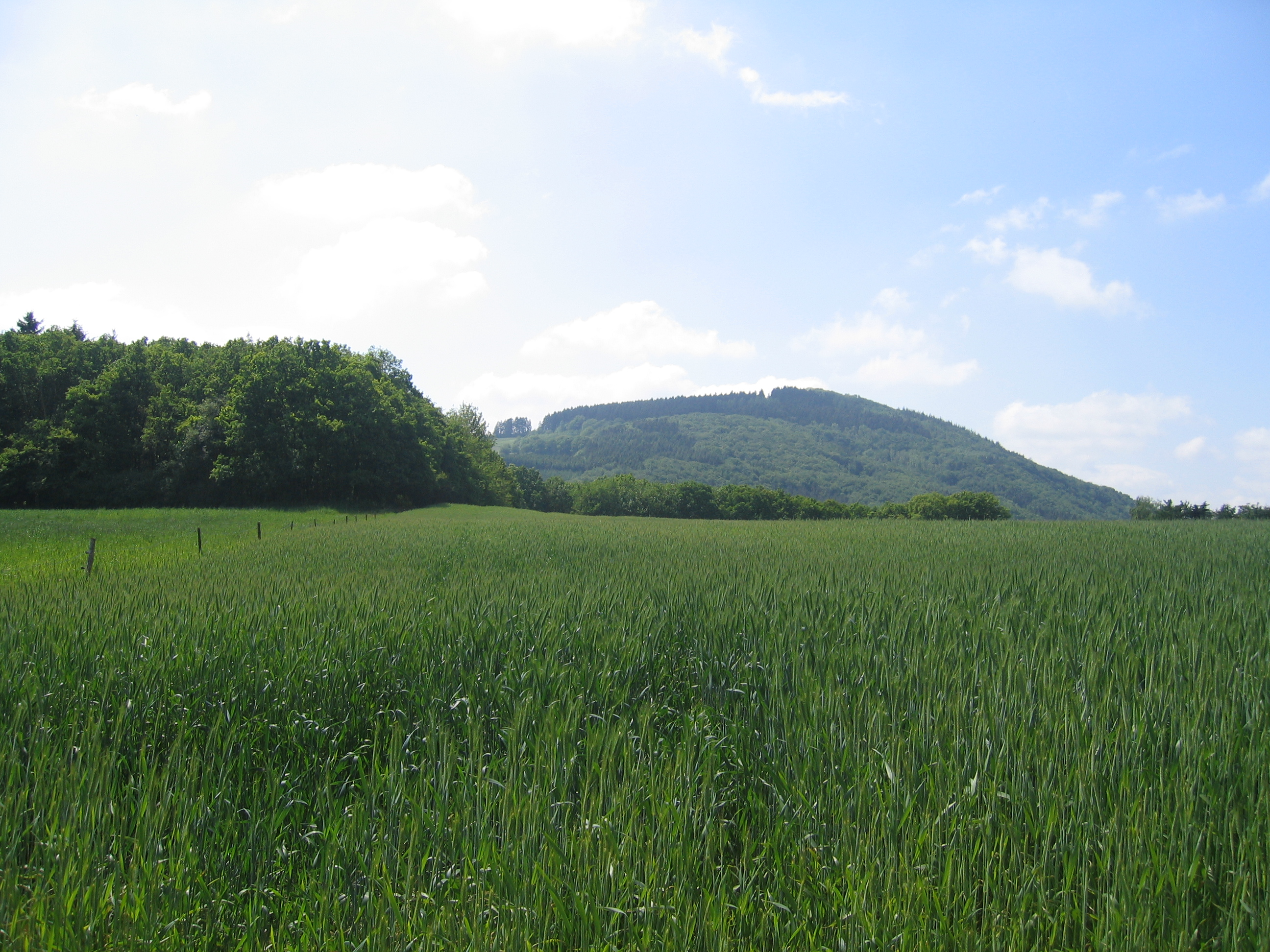
Blick von Houverath südwärts zum Hochthürmerberg
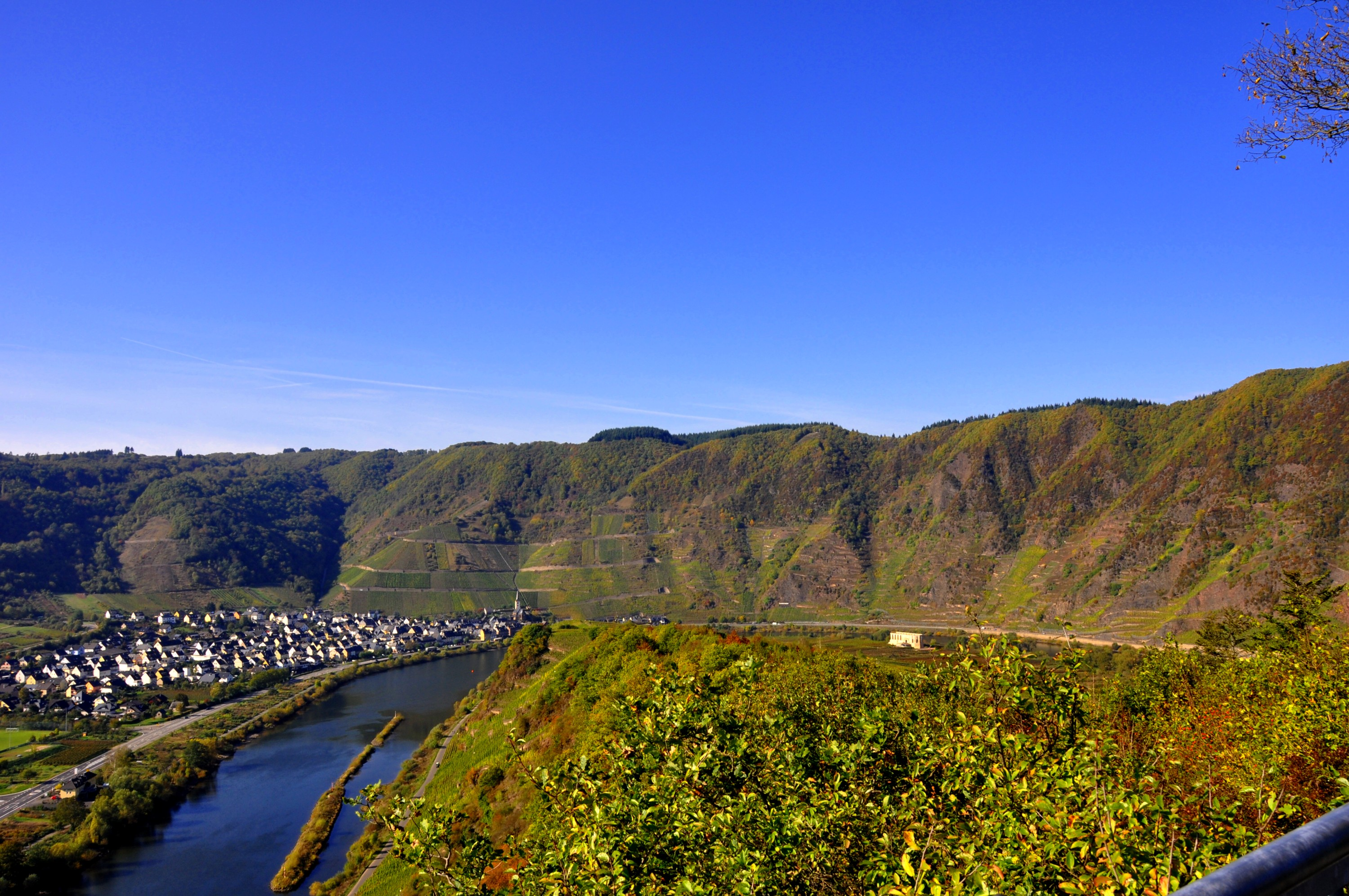
Blick über die Mosel und vorbei am Dorf Bremm zum Calmont

### Gewässer

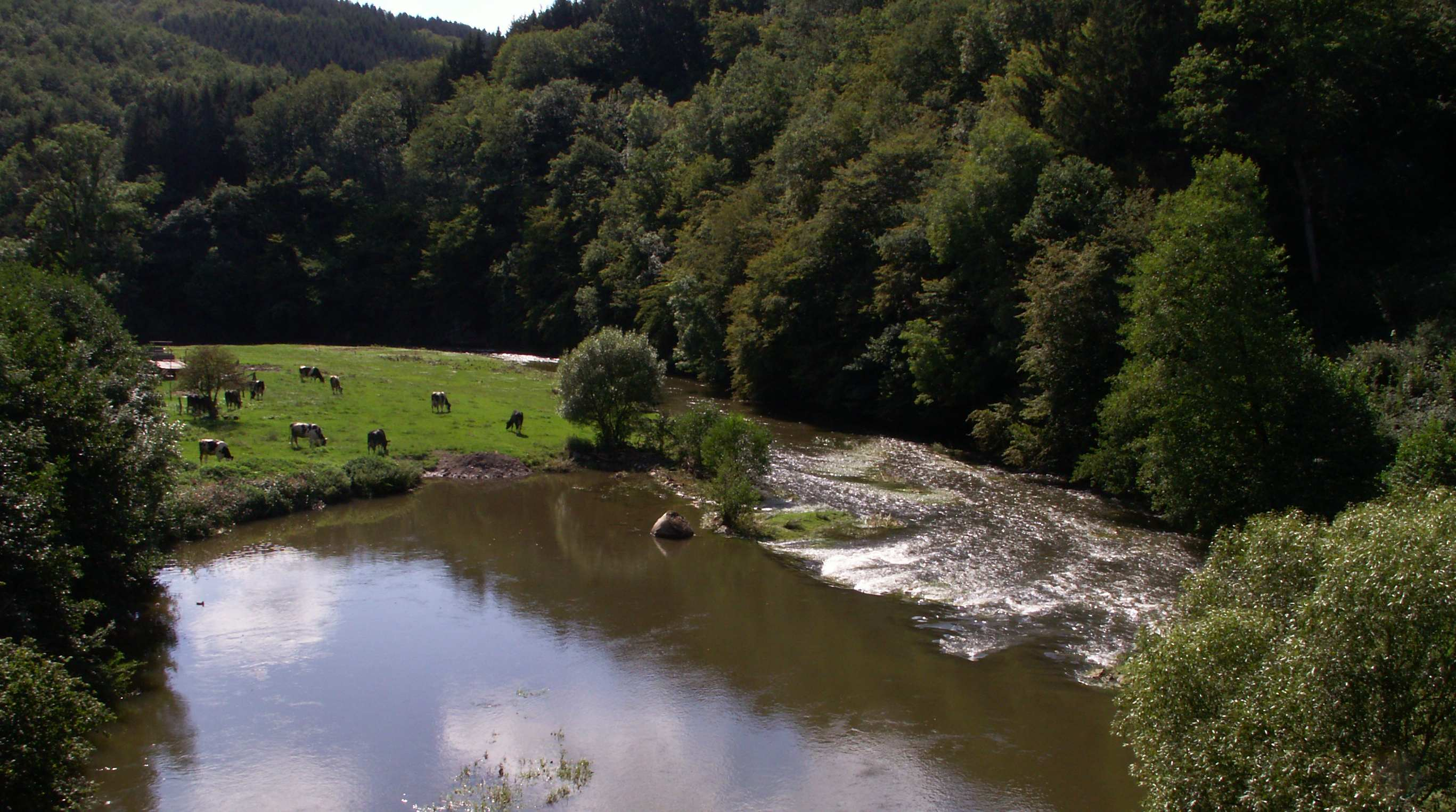
Die Prüm

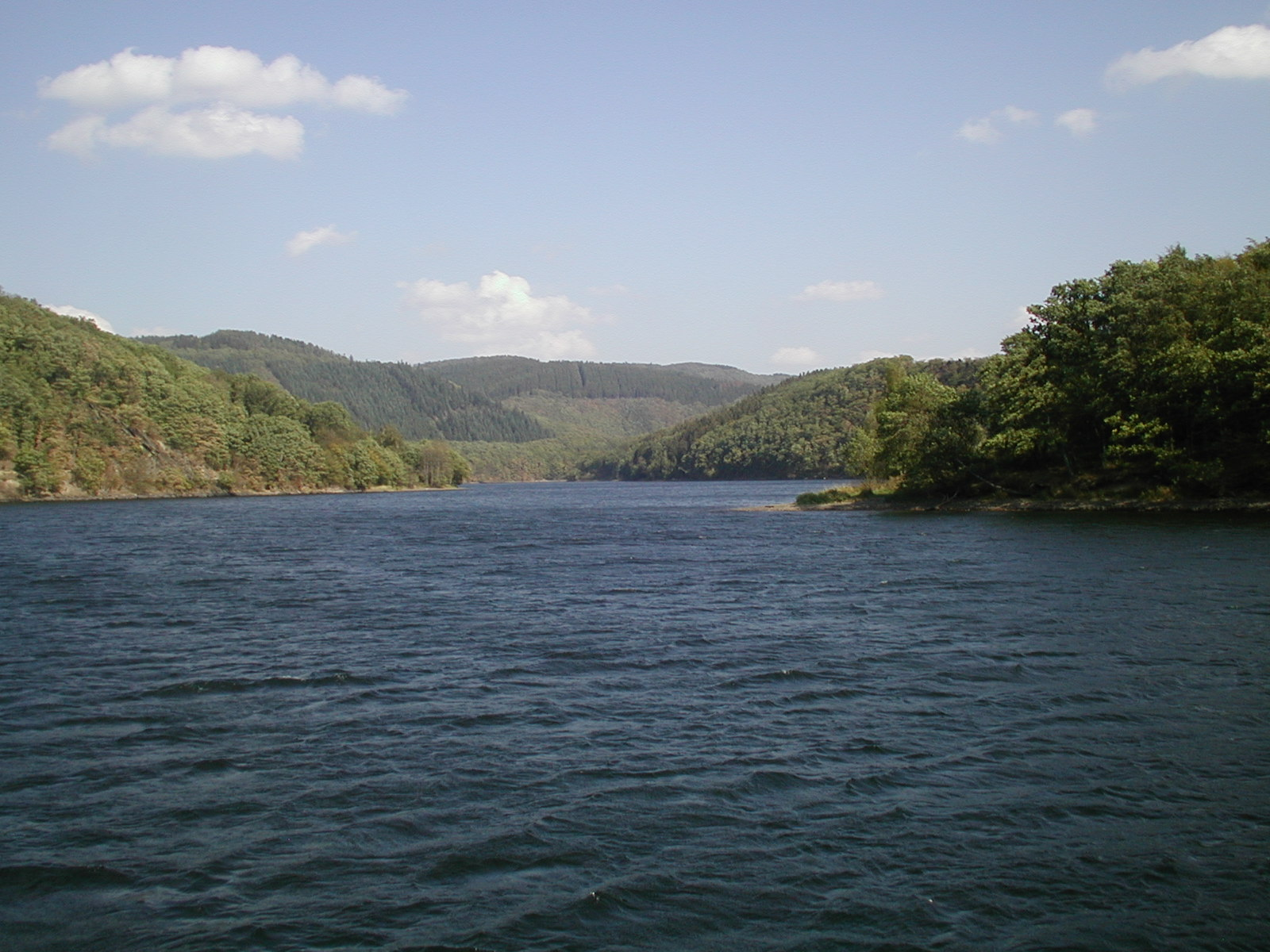
Obersee des Rurstausees zwischen Einruhr und Rurberg

Die Eifel ist aufgrund des feucht-milden Atlantikklimas von zahlreichen Bächen und kleineren Flüssen durchzogen. Durch Aufstauungen entstanden besonders in der Nordeifel z. T. sehr große Stauseen, wie der Rursee, der volumenmäßig zweitgrößte Stausee in Deutschland, und der Urftsee.
Eine Besonderheit bilden in der Eifel die natürlichen Seen vulkanischen Ursprungs. Der größte, der Laacher See ist eine eingestürzte wassergefüllte Caldera, die Maare sind wassergefüllte Vulkaneruptionskessel. Größter Maar-See ist das Pulvermaar. Der noch größere Kessel, das Meerfelder Maar, ist zu drei Viertel verlandet.

#### Flüsse und Bäche
Die zahlreichen Flüsse und Bäche der Eifel entwässern sie durch die großen, außerhalb der Eifel fließenden Flüsse Rhein (mit dessen Zufluss Mosel) und Maas (mit deren Zuflüssen Rur und Ourthe) zur Nordsee hin. Zu den innerhalb des Gebirges verlaufenden Fließgewässern und deren größten Zuflüssen gehören:
| Rhein-Zuflüsse: - Mosel (außerhalb der Eifel) - Sauer - Prüm - Nims - Enz - Alfbach - Mehlenbach - Our - Irsen - Ihrenbach - Kyll - Salm - Lieser - Kleine Kyll - Alf - Üßbach - Sammetbach - Elzbach - Nette - Nitzbach - Brohlbach - Vinxtbach - Ahr - Schaafbach - Ahbach - Trierbach - Dreisbach - Armuthsbach - Adenauerbach - Liersbach - Sahrbach - Vischelbach - Leimersdorfer Bach - Erft - Swist - Altendorfer Bach - Ersdorfer Bach - Wormersdorfer Bach - Eulenbach - Steinbach/Orbach/Jungbach - Schießbach - Veybach (Feybach) - Krebsbach - Kühlbach | Maas-Zuflüsse: - Rur - Wurm (Rur) - Perlenbach - Urft - Olef - Platißbach - Prether Bach - Reifferscheider Bach - Diefenbach - Rosselbach - Genfbach - Gillesbach - Kuttenbach - Laufbach - Wisselsbach - Inde - Vichtbach - Ourthe (außerhalb der Eifel) - Amel - Warche - Warchenne - Bayehon - Weser (Vesdre) - Hill |

#### Seen und Stauseen
| Stauseen - Stausee Bitburg - Stauanlage Weilerbach (Freilinger See) - Stauanlage Kronenburg (Kronenburger See) - Oleftalsperre - Gileppe-Talsperre - Rurtalsperre - Urfttalsperre - Wehebachtalsperre - Wesertalsperre (Weser, bei Eupen) - Dreilägerbachtalsperre - Perlenbachtalsperre - Kalltalsperre - Talsperre Bütgenbach - Talsperre Robertville - Madbachtalsperre - Steinbachtalsperre | Vulkanische Seen - Laacher See - Pulvermaar - Schalkenmehrener Maar - Gemündener Maar - Holzmaar - Meerfelder Maar - Weinfelder Maar oder Totenmaar - Ulmener Maar - Eichholzmaar - Windsborn-Kratersee | Talsperren der Eifel, die in die Rur entwässern |

## Geologie

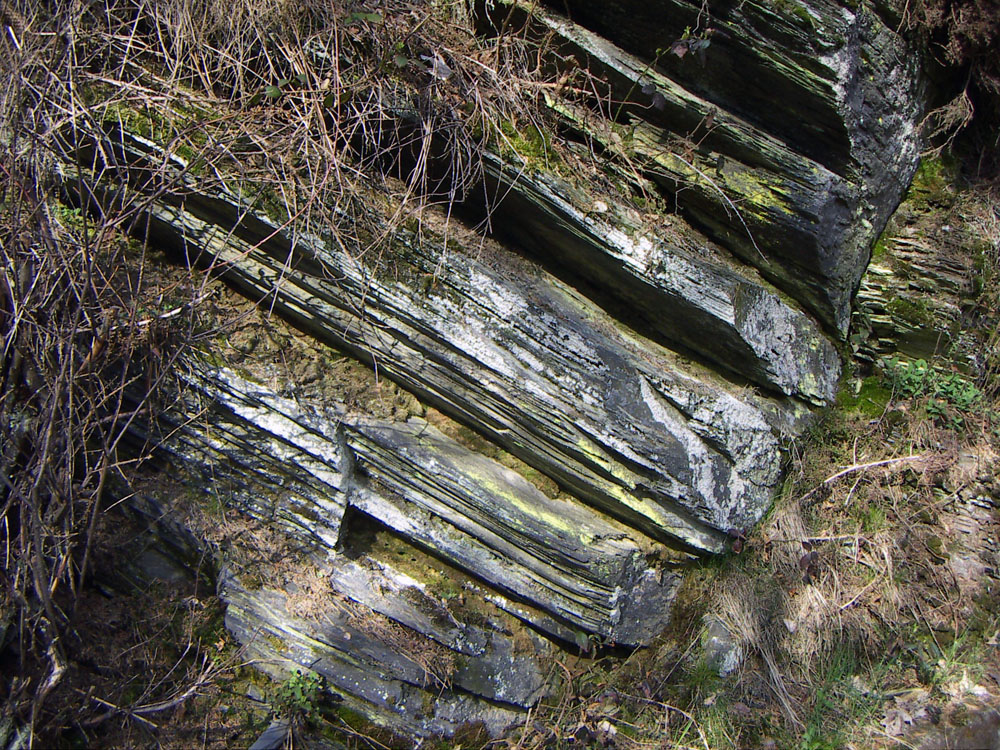
Dunkle Tonschiefer der Siegen-Stufe (tieferes Unter-Devon, zwischen 410 und 405 Mio. Jahre alt), nahe Monschau in der nördlichen Eifel

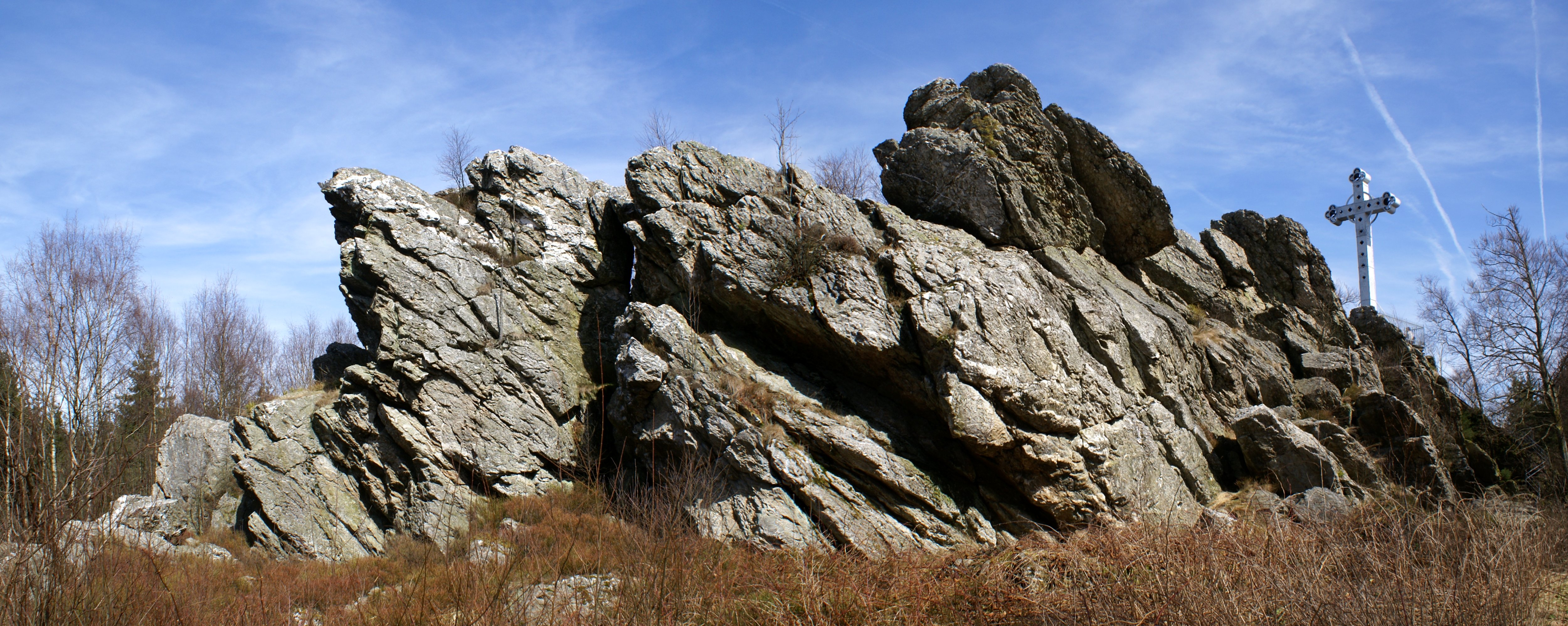
Die Richelsley, ein Erosionrest aus Konglomeraten der Gedinne-Stufe (tiefstes Unter-Devon, ca. 415 Mio. Jahre alt), westlich von Monschau im belgischen Teil der Eifel

Trotz der interessanten Geologie des Eifelraumes wurden nur drei umfassende Beschreibungen der Geologie angefertigt. 1822 veröffentlichte Johann Steiniger die erste geologische Karte des Raums und 1853 die Geognostische Beschreibung der Eifel. 1915 veröffentlichte Otto Follmann mit Abriss der Geologie der Eifel eine neue Beschreibung zum damaligen Wissensstand. 1986 schließlich veröffentlichte Wilhelm Meyer mit der Geologie der Eifel den Band, der inzwischen in der vierten, überarbeiteten Auflage als das Standardwerk zur Geologie der Eifel gilt.
Die Eifel ist ein in großen Teilen 400 Millionen Jahre alter, variszischer Rest eines Rumpfgebirges und geologisch ein Teil des linksrheinischen Schiefergebirges. Im Bereich des Stavelot-Venn-Sattels (Hohes Venn) finden sich die ältesten Gesteinsschichten, die aus dem Kambrium stammen und rund 550 Mio. Jahre alt sind. Die Eifel ist eines der wenigen vulkanisch aktiven Gebiete Deutschlands, wovon zahlreiche Kohlensäure-Austritte zeugen, beispielsweise im Laacher See. Die letzten Ausbrüche, bei denen die jüngsten Maare entstanden, liegen rund 11.000 Jahre zurück.

### Grundgebirge
Das Grundgebirge besteht in der Eifel wie in den anderen Regionen des Rheinischen Schiefergebirges überwiegend aus Tonschiefer, Kalkstein, Quarzit und Sandstein aus der Zeit des Devon. Nur am Nordrand der Eifel beißen im Hohen Venn und seiner Umgebung ältere Gesteine aus dem Kambrium und Ordovizium aus. Gesteine des auf das Devon folgenden Karbons kommen in der Eifel selbst nicht vor, sondern schließen sich an ihrem Nordrand in der Gegend von Aachen an.
Die devonischen Gesteine wurden in einem Meeresbecken abgelagert, in das der Abtragungsschutt des im Zuge der Kaledonischen Gebirgsbildung im Silur entstandenen großen Nordkontinents Laurussia (Ur-Nordamerika + Ur-Europa) von Norden her eingeschwemmt wurde. Ab Ende des Unterkarbons wurde das Meeresbecken von der variszischen Gebirgsbildung ergriffen, zusammengeschoben und herausgehoben, und bildete somit einen Teil des variszischen Hochgebirges, das im Oberkarbon und im frühen Perm weite Teile Europas umspannte.

### Deckgebirge
Seit dieser Faltung ist die Eifel im Wesentlichen Festland geblieben. Während des Perm, nach Ende der Hebung, wurde das variszische Gebirge weitgehend abgetragen, sodass nur noch ein relativ flacher Gebirgsrumpf übrig war. Nur für kurze Zeit und nur teilweise wurde dieser später noch vom Meer überflutet.
Ablagerungen aus der Zeit der Trias und des Jura sind in der so genannten Eifeler Nord-Süd-Zone erhalten. Diese ist eine Senkungszone, die sich von der Trierer Bucht im Süden zur Niederrheinischen Bucht im Norden erstreckt. Durch diese Zone bestand zeitweise eine Meeresverbindung zwischen nördlichem und südlichem Mitteleuropa. Reste der zu dieser Zeit abgelagerten Sedimente sind in größerer Verbreitung im Maubach-Mechernicher Triasdreieck im Norden und im Oberbettinger Triasgraben in der Gegend um Hillesheim und Oberbettingen erhalten geblieben.
In der Oberen Kreide und im Tertiär wurde die Eifel vor allem von Norden randlich überflutet. Reste kreidezeitlicher Gesteine wurden auf dem Hohen Venn entdeckt. Verstreute Flecken oligozäner Ablagerungen sind dort und in der Westeifel zu finden.
Ab dem Pliozän erfuhr das Rheinische Schiefergebirge, und mit ihm die Eifel, eine Hebung. Dieser Aufstieg führte dazu, dass sich die Bäche und Flüsse in die flachwellige Landschaft einschnitten und sich das heutige Gesicht des Mittelgebirges mit flachen Hochebenen und tief eingeschnittenen Tälern herausbildete.
Aufgrund zahlreicher jüngerer Forschungsergebnisse können in der Eifel die Klimaveränderungen seit der letzten Eiszeit detailliert nachvollzogen werden.

### Vulkanismus

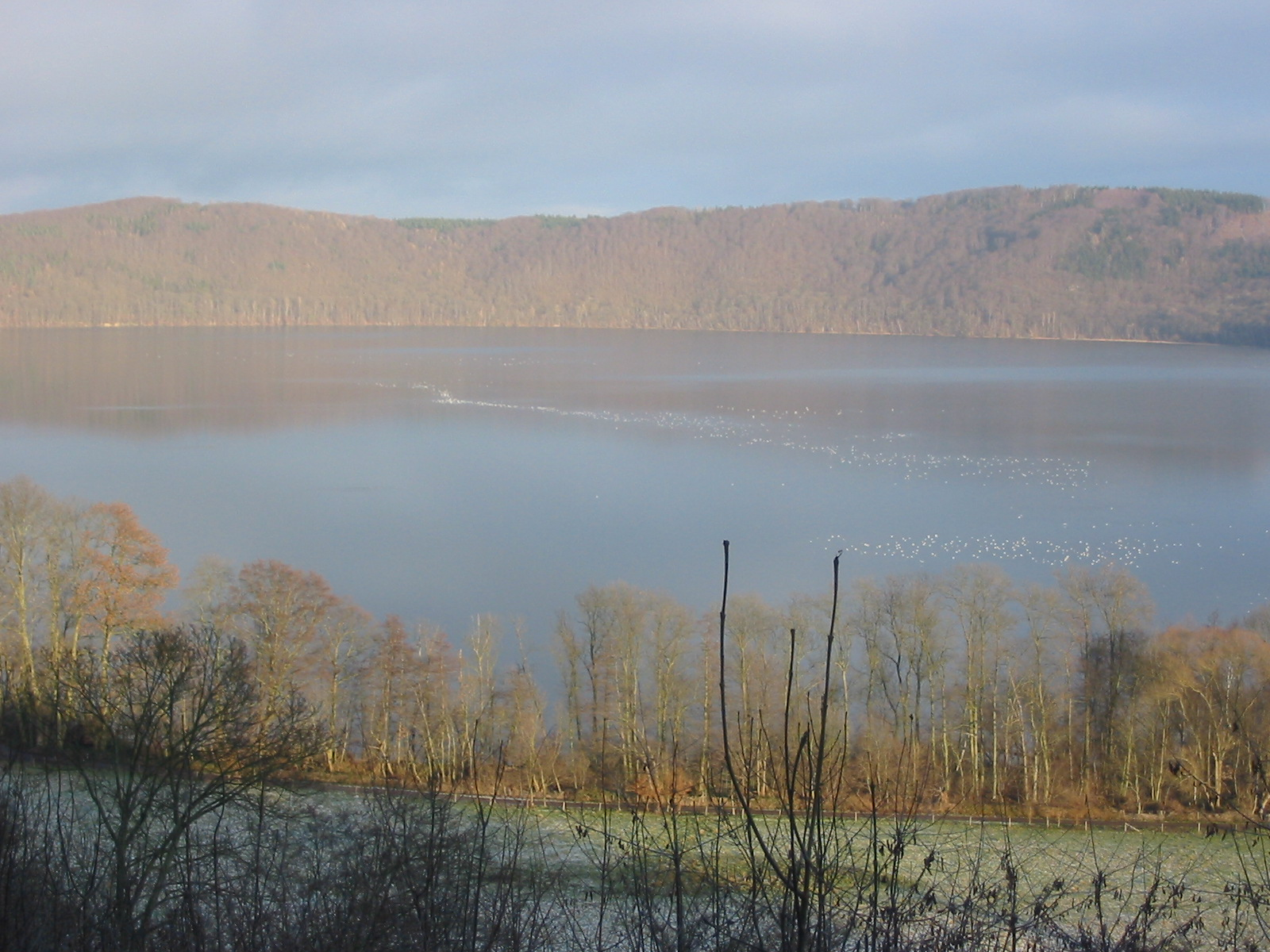
Laacher See im Winter, vom Südwestufer aus

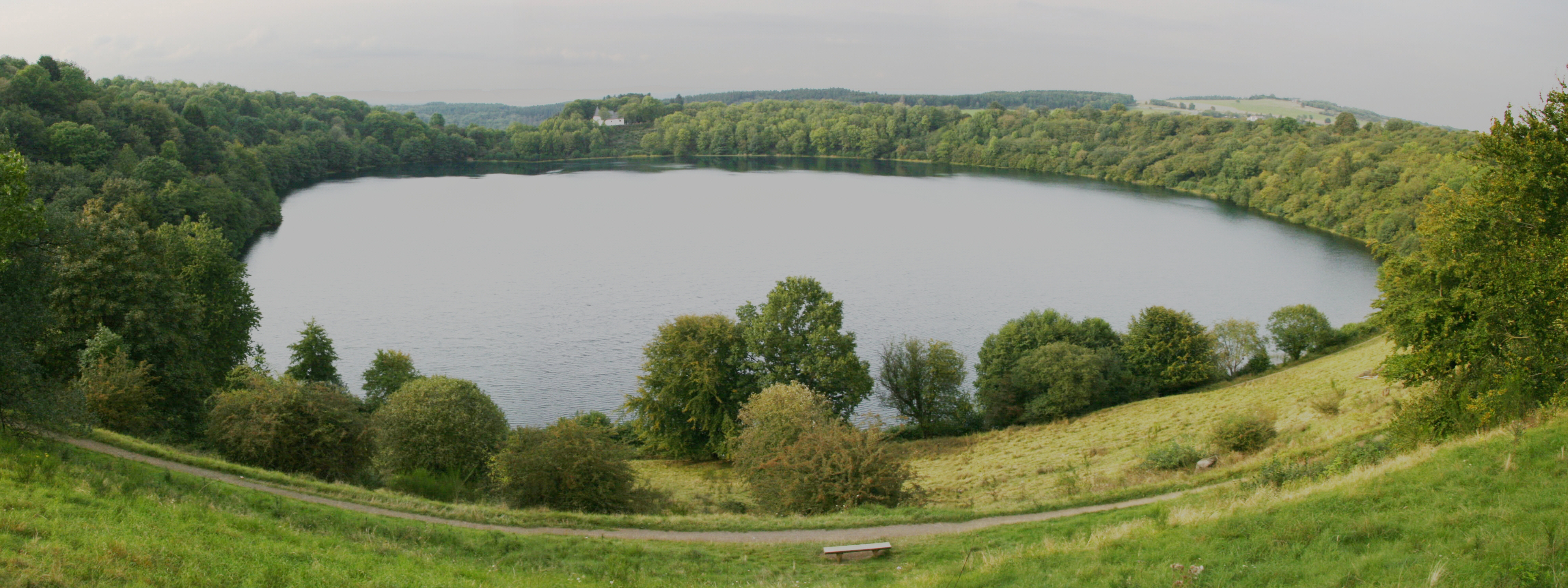
Weinfelder Maar

Der Vulkanismus der Eifel begann vor 50 Millionen Jahren und hält bis in die geologische Gegenwart an. Er schuf zahlreiche landschaftsbestimmende Vulkanbauten, Lavaströme und ausgedehnte Decken vulkanischer Auswurfsmassen aus Tuff und Bims, die schon seit der Römerzeit die Grundlage einer bedeutenden Abbautätigkeit zur Gewinnung von Baustoffen bilden.
Schon im frühen Tertiär fanden die ersten Vulkanausbrüche mit dem Schwerpunkt in der Hocheifel statt, noch vor den vulkanischen Tätigkeiten in Siebengebirge und Westerwald. Der Hocheifelvulkanismus erlosch etwa zeitgleich mit dem des Siebengebirges vor ungefähr 15 bis 20 Millionen Jahren.
Der Vulkanismus der West- und Osteifel ist, im Gegensatz zu dem der Hocheifel, viel jünger als der des Siebengebirges und des Westerwaldes. Er begann in der Westeifel in der Gegend von Daun, Hillesheim und Gerolstein vor etwa 700.000 Jahren und schuf eine von Nordwesten nach Südosten verlaufende Kette von Aschevulkanen, Schlackenkegeln, Maaren und Kratern. Die jüngsten Maare sind nur wenig älter als 11.000 Jahre.
In der Osteifel begann der Vulkanismus vor etwa 500.000 Jahren in der Gegend des heutigen Laacher Sees und dehnte sich nach Süden bis ins Neuwieder Becken aus, nach Osten überquerte er den Rhein. Die Menge der von den Vulkanen geförderten Basaltlaven, Bims- und Aschentuffen erreichte hier ein weitaus größeres Ausmaß als in der Westeifel. Seinen vorläufigen Abschluss fand der Osteifelvulkanismus mit einem gewaltigen Vulkanausbruch, bei dem sich die Magmakammer entleerte und einbrach, womit eine Caldera entstand. In der Caldera bildete sich danach der heutige Laacher See. Die Asche des Ausbruchs lässt sich heute in Ablagerungen in ganz Mitteleuropa und bis nach Bornholm als dünne Lage nachweisen.
Die Ursache des Eifelvulkanismus ist Magma, das aus den oberen Bereichen des Erdmantels entweder direkt zur Erdoberfläche aufsteigt oder sich in einer immer noch mehrere zehn Kilometer tief liegenden Magmakammer etwa an der Basis der Erdkruste sammelt, aus der in unregelmäßigen Abständen Magma nach oben dringt und Vulkanausbrüche verursacht.
Noch bis vor etwa 11.000 Jahren gab es also in der Eifel starke vulkanische Aktivität, die auch die hier lebenden Menschen miterlebten. Aus geologischer Sicht gilt die Eifel heute noch immer als vulkanisch aktiv. Kennzeichen dieser andauernden vulkanischen Aktivität sind unter anderem austretende Gase, zum Beispiel Austritte von Kohlenstoffdioxid (CO2) im Laacher See.

## Klima
Die Eifel liegt in der Zone des atlantischen Seeklimas mit relativ hohen Niederschlagsmengen. Die Winter sind mäßig kalt, ausgedehnt und teilweise schneereich, die Sommer oft feucht und kühl. Vorherrschende Windrichtung ist West-/Südwest. Relativ trockenes und mildes Klima herrscht im Wind- und Regenschatten der Hocheifel. Sibirische Kaltluft bleibt in den höheren Lagen der Eifel wenig wetterwirksam, da infolge der Atlantiknähe auch im Winter mildere Meeresluft an die Eifel herangeführt wird.
Im langjährigen Mittel ist im Winter die Schneehäufigkeit in den Hochlagen mit insgesamt 70 Tagen geschlossener Schneedecke relativ groß (zum Vergleich: Bitburg 35 Tage, Maifeld 30 Tage), allerdings schwankt sie von Jahr zu Jahr. Aber selbst in der Schnee-Eifel gibt es nur an neun zusammenhängenden Tagen eine Schneedecke, da längere ununterbrochene Kälteperioden ausbleiben. Die Schneehöhen schwanken im Mittel zwischen 15 cm bis 60 cm. Durch die Lage der Eifel im Einflussbereich des feuchten atlantischen Klimas können in einzelnen Jahren extreme Schneehöhen erreicht werden (2. März 1987: gemessene Schneedecke in der Eifel 227 cm am Weißen Stein).
Die mittlere Temperatur im kältesten Monat (Januar) beträgt −1,5 °C in den Hochlagen, im Gebirgsvorland +1,5 bis 2 °C. Frosttage (d. h. Tage mit Tiefsttemperaturen unter 0 °C) gibt es in den Hochlagen bis zu 110 pro Jahr. Die Anzahl der Eistage (d. h. Tage, mit Höchsttemperaturen unter 0 °C) liegt im langjährigen Mittel bei 30 bis 40. Der wärmste Monat (Juli) hat im Schnitt nur eine Temperatur von 14 °C in den Hochlagen (zum Vergleich: deutschlandweit sind es 17,1 °C). Die mittlere jährliche Niederschlagsmenge nimmt infolge des Lee-Effektes der Hochlagen von West nach Ost deutlich ab: sind es in der Schneifel noch durchschnittlich 1200 mm (Hohes Venn 1400 mm–1500 mm) Niederschlag, so beträgt die Niederschlagsmenge im Maifeld nur 600 mm.
Die bioklimatischen Bedingungen sind in der Eifel günstig. Wärmebelastung und Luftschwüle treten im Sommer nur selten auf. Die Eifel hat insgesamt ein ausgesprochenes Reizklima, wobei die Hochlagen als reizstark gelten. Die Eifel ist ein Reinluftgebiet mit sehr geringer luftchemischer Belastung. An heißen Sonnentagen ergibt sich manchmal eine erhöhte Konzentration von bodennahem Ozon.

## Flora und Fauna

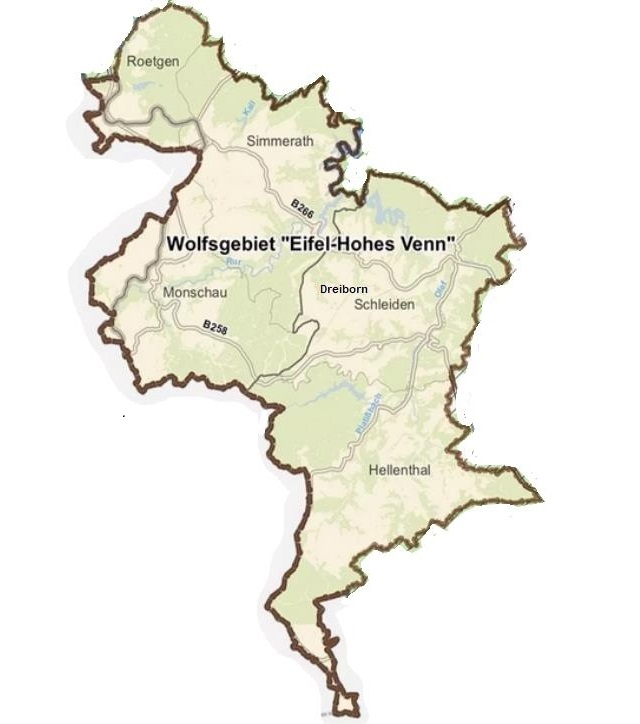
Wolfsgebiet im deutschen Teil der Eifel

Seit Juli 2019 ist die Eifel um Monschau die dritte Region in Nordrhein-Westfalen, in der ein Wolf sesshaft geworden ist. Das vom nordrhein-westfälischen Umweltministerium ausgewiesene Wolfsgebiet „Eifel/Hohes Venn“ ist 505 Quadratkilometer groß und liegt im Bereich Monschau, Hellenthal, Schleiden, Simmerath und Roetgen. Im Jahr 2021 leben die Wölfe Akela und Maxima und ihre drei Welpen im Hohen Venn. Daran grenzt, auf belgischem Gebiet, ein 57,9 Hektar großes „Wolfsgebiet“ (französisch Zone de Présence Permanente du Loup).
Das nordrhein-westfälische Landesumweltamt hat 2024 ein weiteres Wolfsgebiet "Rureifel" in der Städteregion Aachen und dem Kreis Düren ausgewiesen.

## Geschichte

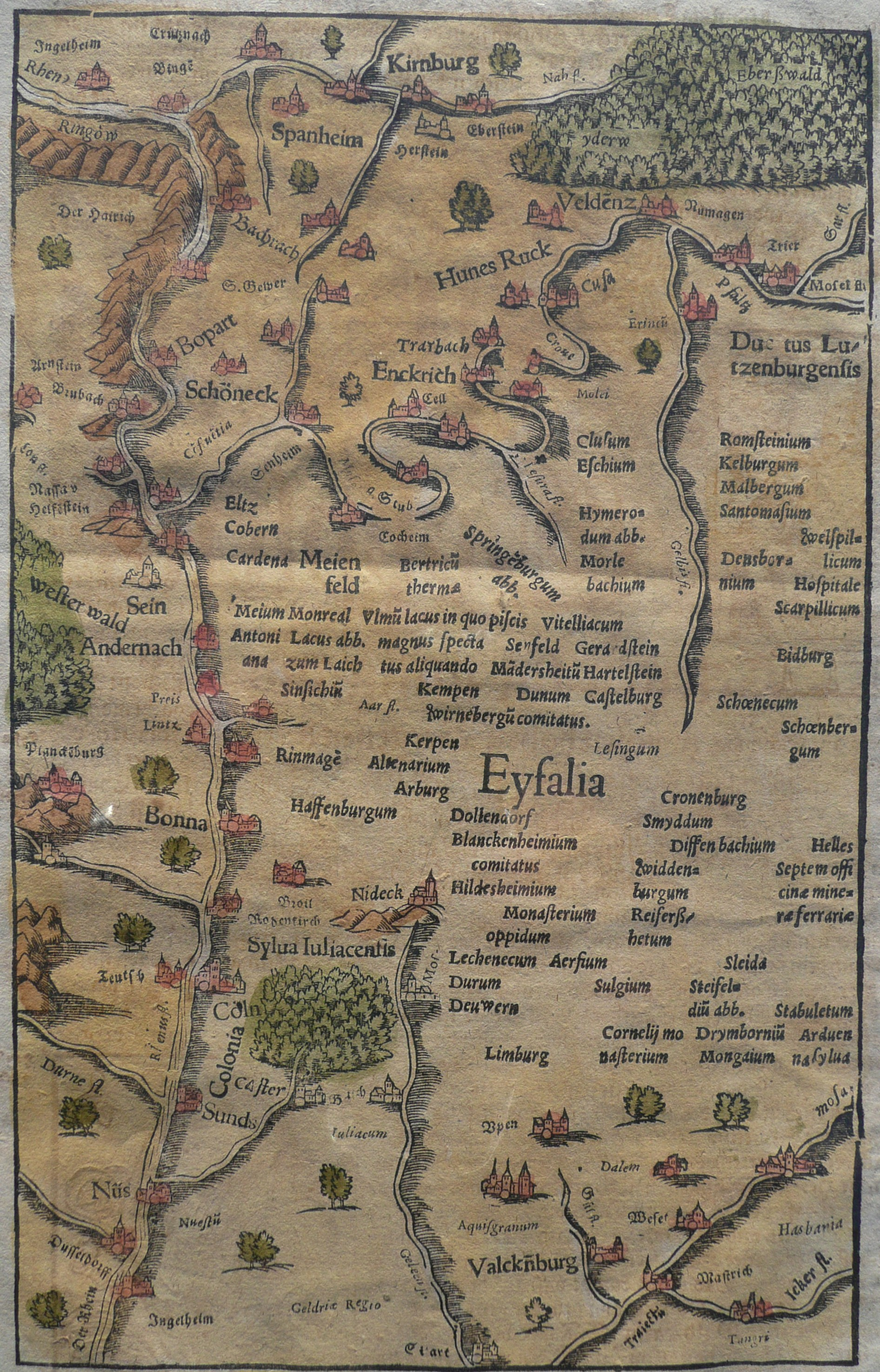
Karte der Eifel („Eyfalia“) und angrenzender Gebiete aus dem Jahr 1628; Norden ist unten

### Etymologie

#### Sprachgebrauch im Lauf der Geschichte
Zur Zeit des Römischen Reichs wurde der gesamte Gebirgszug zwischen Rhein, Maas und Mosel Arduenna silva („Hochwald“) genannt. Die ältesten Nachweise des Namens „Eifel“ stammen erst aus dem frühen Mittelalter: Nach dem Zusammenbruch des Weströmischen Reiches bestand auf dem Gebiet der heutigen Staaten Frankreich, Österreich, Slowenien und des westlichen Deutschland das Fränkische Reich. Dieses war in Gaue (lat.: pagi) gegliedert, wobei sich einer dieser Gaue, der Eifelgau, über die Quellgebiete von Erft, Urft, Kyll und Ahr erstreckte, also vorwiegend über die nördlichen und nordwestlichen Ausläufer der heutigen Eifel in der Osthälfte des Arduenna silva der Römer. Westlich des Eifelgaus lag der Ardennengau, dessen Name sich vom Arduenna silva ableitete.
Nach dem Ende des Frankenreiches blieben die Namen der beiden alten Gaue weiterhin im Sprachgebrauch. Im Laufe der Jahrhunderte wurde dabei ein immer größeres Gebiet als „Eifel“ bezeichnet. Heute wird der gesamte deutschsprachige Teil des Gebirgszuges zwischen Rhein, Maas und Mosel „Eifel“ genannt (einschließlich einiger Gebiete außerhalb Deutschlands, siehe → Belgische Eifel), während der französischsprachige Teil in Belgien und in Frankreich „Ardennen“ heißt.

#### Früheste überlieferte Belege
Im Jahre 762 Eifflensis pagus, 772 Eiffelnsis pagus, 804 in pago aquilinse, 838 Eifla, 845 Eiflensis pagus, 855 Eiflinsis pagus, 860–886 Agflinse, 975 Aiflensis pagus, 1051 Eiffila, 1105 Eifla, 1121 Eifla

#### Deutungsversuche
Müller/Schnetz (1937) sehen den Ausfall eines -n- zwischen dem Diphthong und der Silbe -fel. Die gewonnene Grundform Anfil oder Anfali bedeutete dann „nicht ganz so ebene Fläche“. An- sei dann ein Präfix und -fali, das mit dem slawischen Polje („Feld“) verwandt ist, bedeutet „Ebene, Heide“.
W. Kaspers (1938) erschließt aus der überlieferten Form in pago aquilinse die Grundform aku-ella, akwella und zeigt die Entwicklung zu Eifel in der Reihe: aquila > agfla > aifla > eifla > Eifel. Akuella entspringe dem Vordeutschen und bedeute „Land mit Gipfeln, Spitzen“.
Beide Ansätze sind, wie einige andere auch, sehr umstritten. Als überzeugendster Vorschlag gilt der Ansatz Heinrich Dittmaiers (1961). Dittmaier geht zunächst von einem germanischen Ai-fil aus. Der zweite Namensbestandteil entspreche Ville, womit heute ein Höhenzug zwischen Erft, Swist und Rhein bezeichnet wird. Die Lautformen Vele, Vile und Viele sind wiederzufinden in Flurnamen wie Veler Weg oder Veler Pfad. Im Gegensatz zum heutigen Namen Ville wird der Reibelaut in Eifel allerdings hart ausgesprochen. Verantwortlich dafür war vermutlich ein Laut zwischen ai- und -fil, der an das f assimiliert wurde, möglicherweise f, k, ch, d, t. Dittmaier bestimmt als fehlenden Laut ein k oder ch, wodurch Eifel ursprünglich auf Aik-fil zurückgeht. Aik/Aich ist die Baumbezeichnung Eiche und differenzierte die Bedeutung des Grundwortes Ville. Anhand des Merkmals „mit Eichen bewachsen“ konnte die Eifel (= Eich-Ville) von der anderen, noch heute so bezeichneten Ville an der Erft unterschieden werden. Allerdings wird auch die ursprüngliche, historische wie aktuelle Vegetation der heutigen Ville von Eichenmischwäldern geprägt.
Die Bedeutung von „Ville“ ist ebenfalls umstritten. Dittmaier gibt drei mögliche Erklärungen an: „Sumpfgebiet“, „Ebene, Heide“ und „Heidenatur“, die alle mit Geologie und Vegetation in Einklang zu bringen wären.
Ein weiterer Ansatz vermutet einen noch älteren Ursprung des Wortes Eifel und betrachtet keltische Sprachen. Bei Köln wurde ein Altar gefunden, den Matronae Aufaniae geweiht, keltischen Muttergottheiten, die am fließenden Wasser verehrt wurden. Die These, dass der Name seinen Weg aus diesem Ursprung gefunden hat, ist nicht zwingend, aber durchaus überzeugend; Eifel würde demnach Wasserland oder wasserreiches Gebirge bedeuten.
Ernst Moritz Arndt nahm eine Ableitung des Namens von der Eiche an, sowohl für die Eifel als auch für das Eichsfeld: Mir ist es sehr wahrscheinlich, daß der Name von der Eiche hergenommen ist, welche immer der Hauptbaum der Eifel war und noch immer ist. Ich glaube der Name Eifel ist nichts anderes als ein abgebissenes und verstümmeltes Eichsfeld, so daß sie mit dem thüringischen Eichsfeld auch die Namensgemeinschaft trüge, wie sie jetzt leider auch die Gemeinschaft der Wälderverwüstung und mancher öder Stellen mit ihm hat. Hinsichtlich des Eichsfeld gilt die Ableitung von Eichen heute als wahrscheinlich: Eiches-feld bzw. Eichesvelt nach der nordwestthüringischen Mundart. Im Mittelniederdeutschen heißen die Früchte der Eiche Aekern (mundartlich), Aiks/Akel (gotisch), Echila/Ecker (althochdeutsch). 1330 lautet in einer Urkunde die Schreibweise „zu Rusteberg und uf deme eckesu(v)elt“ und entspricht der niederdeutschen Form zu Eiche.

### Siedlungsgeschichte

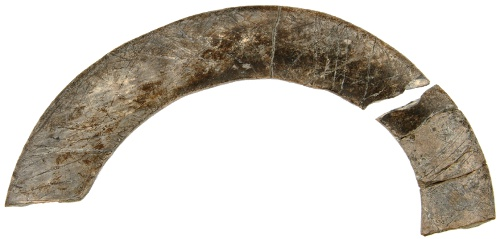
Elfenbeinartefakte aus der Magdalenahöhle

Schon während der Altsteinzeit war die Eifel von Menschen – Neandertalern und modernen Menschen – besiedelt. Das belegen beispielhaft die bei Gerolstein gelegenen Fundplätze Buchenlochhöhle und Magdalenahöhle. Die Artefakte aus der Magdalenahöhle zeigen dabei außerdem, dass die Eifel selbst während des Maximums der letzten Kaltzeit von Menschen aufgesucht wurde.
Ausgrabungen belegen, dass schon in der Eisenzeit in der Eifel Eisen verarbeitet wurde. Die erste Verhüttungsanlage nördlich der Alpen entstand in der Latènezeit im 5. Jahrhundert vor Christus in Hillesheim; bei Bitburg findet sich eine Eisenschmelze, in der zur Römerzeit in fast schon industriemäßiger Weise das Metall geschmolzen und verarbeitet wurde. Zur Römerzeit war die Eifel ein bedeutender Wirtschaftsraum. Die Bodenschätze (Blei, Galmei, Eisen, Kalk und Steine zum Bauen) wurden abgebaut und der Handel profitierte von den römischen Fernstraßen, wie der Römerstraße Trier–Köln, die die Eifel durchquerten.
Im Spätmittelalter war die Eifel Grenzgebiet zwischen den Erzbistümern Kurköln und Kurtrier, der Grafschaft Luxemburg und dem Herzogtum Jülich. Dies erklärt die große Zahl an jetzt in Ruinen liegenden Burgen, welche vor allem zur Grenzsicherung erbaut worden waren. Durch geschickte Politik konnten einige kleinere Fürstentümer und Abteien ihre Selbständigkeit erwerben, so zum Beispiel das Haus Manderscheid-Blankenheim, die Grafschaft Salm-Reifferscheid oder die Abtei Prüm.
Die Berg- und Hüttenwerke mit ihrem Bedarf an Grubenholz und Holzkohle zur Verhüttung, der große Bedarf an Bau- und Brennholz und die bis ins 19. Jahrhundert weit verbreitete Schiffelwirtschaft führten im 17. und 18. Jahrhundert zu einer fast völligen Abholzung der Wälder. Man muss sich die Eifel um 1800 als eine Wiesen- und Heidelandschaft vorstellen, auf der vor allem Schafherden weideten. Gleichzeitig verarmte die Bevölkerung zusehends, da die kargen Ackerböden keine reichen Ernten zuließen. Mit dem Niedergang von Bergbau und Hüttenbetrieben nach der Mitte des 19. Jahrhunderts wurde die Lage der Bevölkerung nicht besser. Außerdem war die Eifel Durchmarschgebiet französischer Truppen zu allen möglichen Kriegsschauplätzen. Diese forderten von der einheimischen Bevölkerung „Fouragegelder“, was zur weiteren Verarmung beitrug, wie die Auflistung von Kottenheim zeigt.
Mit Beginn der preußischen Herrschaft 1815 änderte sich an den sozialen Zuständen wenig: Die Eifel als ärmliches Randgebiet des Reiches („preußisch Sibirien“) war nur aus militärischen Gründen von Interesse. Für preußische Beamte und Offiziere, überwiegend Protestanten, kam die Versetzung in die rein katholische Eifel einer Strafversetzung gleich. Allerdings änderte sich das Landschaftsbild, da die Preußen eine planvolle Aufforstung betrieben, wenn auch mit standortuntypischen Nadelbäumen.
Im 19. Jahrhundert kam es in der Eifel wiederholt zu schweren Hungersnöten, besonders in den Jahren 1816/17, 1847 und 1879/80. In einer Denkschrift des Jahres 1853 hieß es: „Sehr viele Eifelbewohner kennen keine andere Nahrung als Kartoffeln und Brot, das aus einer Mischung von Hafermehl und Kartoffeln besteht. Man kann ohne Übertreibung sagen, dass zwei Dritteile der gesamten Bevölkerung nur einmal im Jahre Fleisch genießen.“ Die Folgen der furchtbaren Ernährungslage waren nur zu offensichtlich: „Im Jahre 1852 waren von allen Gestellungspflichtigen nur 10 % für den Heeresdienst brauchbar.“
Wegen der kargen Böden und des rauen Klimas, das immer wieder zu Missernten führte, waren viele Bauern verschuldet. Nach Berichten über den Hungerwinter 1879/80 kam es jedoch zu einer Welle der Solidarität im Reich, und 1883 wurde der „Eifelfonds“ aufgelegt, durch den innerhalb von 18 Jahren 5,5 Millionen Mark für Meliorationen, zur Aufforstung von Ödland und zur Durchführung von Zusammenlegungen aufgebracht wurden.

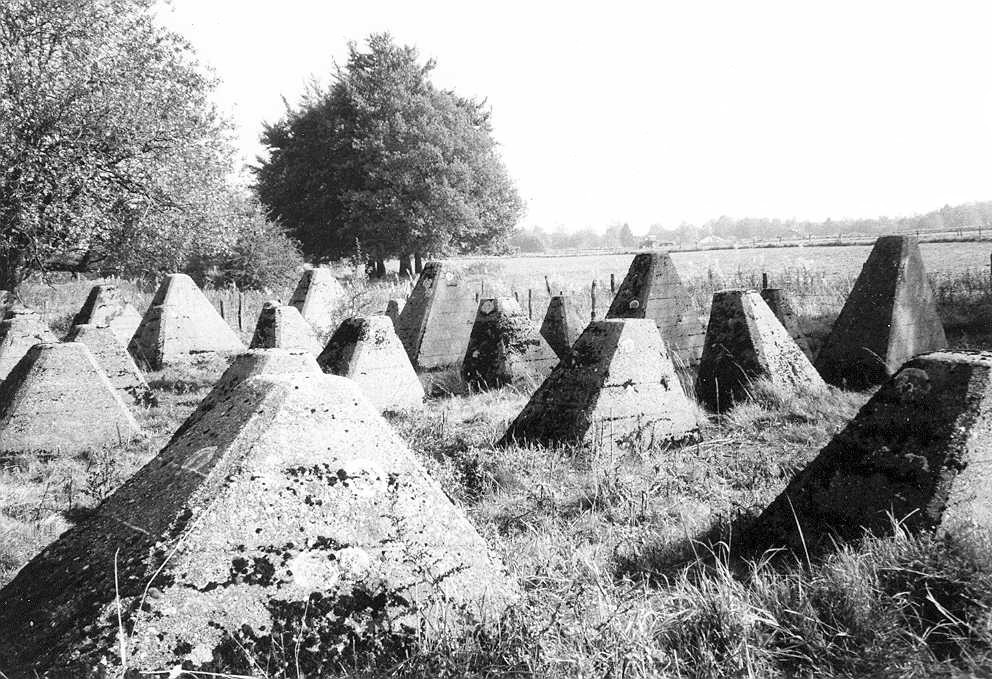
Panzersperren des Westwalls in der Eifel

Der wirtschaftlichen Entwicklung hinderlich war lange Zeit der schlechte Zustand der Wege und Straßen. Wegen der Grenzlage zwischen Deutschem Reich, Belgien und Luxemburg (als Durchmarschländer zu Frankreich) baute man jedoch seit der Reichsgründung viele Eisenbahnstrecken, die vor allem militärisch-strategischen Zwecken dienten. Diese Verbesserung der Verkehrswege brachte nebenbei den Tourismus in Schwung. Ebenfalls der Wirtschaftsförderung diente der Bau des Nürburgrings in den 1920er Jahren.
Die Grenzregion der Eifel wurde auch vom Zweiten Weltkrieg nicht verschont. Dem Bau des Westwalls folgten von September 1944 bis zum Januar 1945 heftige Gefechte und die Ardennenoffensive, vor allem in der Nordeifel. Dort findet man noch die Hinterlassenschaft des Krieges: Ruinen ehemaliger Bunkeranlagen und Teile von Panzersperren. Vor allem im Hürtgenwald, wo die verlustreichste Schlacht im Westen stattfand, zeugen Soldatenfriedhöfe – wie etwa in Vossenack – von den brutalen Ereignissen des Krieges.

## Wirtschaft
Große Teile der Eifel gelten als strukturschwaches Gebiet. Große Industrieansiedlungen fehlen fast ganz. Lediglich in der Pellenz im Neuwieder Becken ist eine stärkere Industrialisierung vorhanden. Landwirtschaft wird in bestimmten Tallagen und in den tieferen Gebieten betrieben (besonders in Teilen der Südeifel sowie in der Voreifel und dem Maifeld). Ein nicht geringer Teil der Landwirtschaftsbetriebe hat auf Pferdepension umgestellt, wovon einige als Wanderreitstation Übernachtungsmöglichkeiten für Wanderreiter inklusive Pferdeversorgung anbieten.
An Rhein, Mosel und Ahr sowie in der Wittlicher Senke wird umfangreich Weinwirtschaft betrieben. In der Wittlicher Senke zudem auch Tabakanbau. Bei Holsthum im Prümtal, im Windschatten des Ferschweiler-Plateaus wird Hopfen für die Bitburger Brauerei angebaut. In den Hochlagen der Eifel sind jedoch im Wesentlichen nur Forst- und Milchwirtschaft möglich.
In der Eifel wird heute noch Bergbau betrieben. In Ralingen an der Sauer unweit der Grenze zu Luxemburg wird auf der Grube Engel im Peterstollen Gips abgebaut. In der Osteifel, vor allem im Wehrer Kessel, wird vulkanische Kohlensäure gewonnen. Der Schieferabbau spielte eine große Rolle, zum Beispiel in der Grube Katzenberg bei Mayen.
Tradition hat in der Eifel an vielen Stellen der Abbau von Bims, Basalt und anderen Gesteinen und Mineralien. Zum Beispiel gibt es zwischen Daun, Gerolstein und Hillesheim – also im Herzen der Vulkaneifel – auf einer Fläche von 11 mal 12 km 17 aktive Gruben. Gegen den geplanten (Stand Juli 2012) Ausbau haben Anwohner und betroffene Gebietskörperschaften praktisch keine Handhabe, weil dieser auf Basis des alten Bergrechts erfolgt.
Belegt ist, dass bereits in der Eisenzeit in der Eifel Eisen verarbeitet wurde. Die erste Verhüttungsanlage nördlich der Alpen entstand in der Latènezeit im 5. Jahrhundert vor Christus in Hillesheim; bei Bitburg findet sich eine Eisenschmelze, in der zur Römerzeit in fast schon industriemäßiger Weise das Metall geschmolzen und verarbeitet wurde. Bereits zur Römerzeit war die Eifel ein bedeutender Wirtschaftsraum. Die Bodenschätze (Blei, Galmei, Eisen, Kalk und Steine zum Bauen) wurden abgebaut und der Handel profitierte von den römischen Fernstraßen, wie der Römerstraße Trier–Köln, die die Eifel durchquerten.
Der Reichtum an Holz, welches für die Verhüttung benötigt wurde, und an Wasserläufen, welche für die Aufbereitung und den Betrieb von Hammerwerken und Blasebälgen unerlässlich waren, ermöglichten es der Eifel auch im ausgehenden Mittelalter ein bedeutendes überregionales Wirtschaftsgebiet darzustellen. Etwa 10 % des damalig in Europa produzierten Eisens stammte aus der Eifel. Es wurde auf den Märkten Triers und Kölns gehandelt.
Das Wasser der Eifel hatte schon zur Römerzeit eine wirtschaftliche Bedeutung, als die Colonia Claudia Ara Agrippinensium (Köln) über die Eifelwasserleitung versorgt wurde. Sie war eins der längsten Aquädukte des römischen Reiches. Heute werden zahlreiche Stauseen zur Wasserversorgung genutzt. Bekannt sind auch die vielen Mineralquellen der Eifel, die hier aufgrund der vulkanischen Vergangenheit häufig vorkommen. Größte Abfüller sind Gerolsteiner Brunnen und Apollinaris. Eine der größten deutschen Brauereien, die Bitburger Brauerei, hat Sitz und Produktion in Bitburg in der Eifel.
Die wirtschaftliche Bedeutung des Tourismus hat seit dem Zweiten Weltkrieg zugenommen; er wurde zum Beispiel durch die Nationalparkausweisung (Nationalpark Eifel ab 1. Januar 2004) und naturkundliche Infrastruktur in der Vulkaneifel weiter gestärkt. Des Weiteren sind der Eifelpark und einige Maare und Seen beliebte Ausflugsziele. Im Winter gibt es in einigen Hochlagen Angebote für Wintersportler, z. B. Schwarzer Mann bei Prüm, Weißer Stein bei Hellenthal oder in Rohren bei Monschau. Bekannte Ausflugsziele für Motorsportfans sind der Nürburgring mit der Nordschleife, der Circuit de Spa-Francorchamps im belgischen Teil, oder das traditionell am Pfingstmontag ausgetragene Wolsfelder AvD Bergrennen. Als touristisch und geologisch interessante Ziele sind die Deutsche Vulkanstraße bekannt, welche die dem Vulkanismus der Eifel gewidmeten Vulkanparks verbindet, die fossilienreichen Kalkmulden der Eifel sowie viele Aussichtsberge und einige Ferienstraßen. Auch dem Wandertourismus kommt eine wesentliche wirtschaftliche Bedeutung zu, die sich unter anderem in steigenden Übernachtungszahlen von Wandergästen sowie einem fortschreitenden Ausbau des Wegenetzes niederschlägt. So gibt es neben dem im Jahr 2009 eröffneten Eifelsteig, der von Aachen bis nach Trier quer durch die Eifel verläuft, ein breites Netz an Themen- und Rundwegen.
Durch das Hochwasser im Sommer 2021 sind erhebliche Schäden für Tourismus und Infrastruktur aufgetreten.

## Kultur

#### Volksliteratur
Eifeler Mentalität und Humor schlug sich nieder in zahlreichen Schnurren und Schwänken. Käuze und Eifeler Originale sind in diesen Erzählungen lebendig geblieben. Über die Region hinaus bekannt geworden sind die „Dahnener Sprünge“. Freude am Witz und Nachbarschaftsspott mögen die Motive gewesen sein für diese volkstümlichen Eifeler Schildbürgergeschichten. Nicht zu vergessen sind die zahllosen Gruselgeschichten von Hexen, Untoten, kopflosen Reitern, Wiedergängern und Werwölfen, die hier – ähnlich wie im benachbarten Ardennengebiet – bis ins 20. Jahrhundert überlebt haben.
Schon früh wurde die Volkspoesie der Eifel gesammelt. Inspiriert durch die Romantik, in der man im Volkstümlichen eine Quelle unverfälschter Motive und Formen sah, entstanden Sagensammlungen und Bearbeitungen Eifeler Sagenstoffe. Unter den aufschlussreichen Sammlungen sei der poetische Führer durch die Eifel des Kaplans Johann Heydinger genannt. Prominente Autoren wie Adelbert von Chamisso, Guido Görres, Karl Simrock, Ernst Moritz Arndt und Friedrich Schlegel stehen hier neben frühen Eifeler Autoren.
Auch das wissenschaftliche Interesse der 1920er Jahre an der Volkskultur gab Impulse für das Sammeln von Volkspoesie. Prominentester Sammler war der in Zendscheid geborene Bonner Professor für Volkskunde Matthias Zender, der in den Jahren zwischen 1929 und 1936 als Student etwa 10.000 Sagen, Volksmärchen und Schwänke des Eifel-Ardennenraumes zusammengetragen hat, von denen 2000 veröffentlicht wurden.
Gruselgeschichten aus der Eifel wurden um 1900 von dem Schuldirektor Heinrich Hoffmann aus Düren und in den 1930er Jahren ebenfalls von Zender gesammelt und teilweise veröffentlicht. Von Peter Kremer erschien 2003 eine kommentierte Sammlung solcher Sagen in einem Dürener Verlag.

#### Autoren und Werke
Bekannte Geschichtswerke der Eifel sind die „Eiflia illustrata oder geographische und historische Beschreibung der Eifel“ von Johann Friedrich Schannat, erschienen im 17. Jahrhundert, übersetzt, ergänzt und neu herausgegeben 1824 von Georg Bärsch sowie die „Eiflia sacra“, ebenfalls von Schannat, bearbeitet und neu herausgegeben 1888 von Carl Schorn.
Als erster Dichter der Eifel gilt Peter Zirbes, ein wandernder Steinguthändler aus Niederkail. Er ist Schöpfer schlichter Mundartgedichte, die er 1852 veröffentlichte. Ute Bales hat 2010 einen Roman über sein Leben geschrieben, der mit dem Sonderpreis der Jury im Wettbewerb zum Buch des Jahres Rheinland-Pfalz ausgezeichnet wurde. Viele zeitgenössischen Lyriker, die in der Eifel leben oder aus der Eifel stammen, haben die Eifel poetisch verarbeitet und über ihre Grenzen hinaus den Lesern von Lyrik im deutschen Sprachraum bekannt gemacht. Dies sind beispielsweise Jochen Arlt (der sich auch als Herausgeber mehrerer Eifel-Anthologien um diese mittelgebirgische Region verdient gemacht hat), Theo Breuer, Ursula Krechel und Norbert Scheuer. Jochen Arlts Gedicht „Einkaufn gehn in Münstereifel“ ist in der bedeutendsten deutschsprachigen Gedichtsammlung „Der Große Conrady. Das Buch deutscher Gedichte. Von den Anfängen bis zur Gegenwart“ nachzulesen.
Eine große Erzählerin, die die Eifel als Schauplatz von Romanen und Erzählungen wählte, war die gebürtige Triererin Clara Viebig. Die Erfolgsautorin des späten Naturalismus hat der Eifel mit den Romanen „Kreuz im Venn“ und „Weiberdorf“ literarische Denkmäler gesetzt. Die Rezeption des Werks Clara Viebigs erlitt wegen ihrer Ehe mit einem jüdischen Verleger in der Zeit des Nationalsozialismus einen Bruch. Seit Ende der 1980er Jahre erleben die Werke der Schriftstellerin ihre verdiente Renaissance – auch in der Eifel. Die literarisch vielleicht bedeutendste Auseinandersetzung mit dem Eifelraum und seinen Menschen ist der in der Endphase des Zweiten Weltkriegs angesiedelte Roman „Winterspelt“ von Alfred Andersch, der den Stellungskrieg während der Ardennen-Offensive und die tragische Verknüpfung von Menschen und ihrer Schicksale in epischer Breite darstellt. Der 2005 verstorbene Heinz Küpper (unter anderem mit den Romanen „Wohin mit dem Kopf“ und „Zweikampf mit Rotwild“), der in Kall lebende Norbert Scheuer sowie die aus Gerolstein stammende Ute Bales dürfen heute als die wesentlichen Eifeler Vertreter zeitgenössischer deutschsprachiger Prosa gelten. In ihren Werken stellen sie die Eifel über die realistische Darstellung hinaus auch symbolisch als zerklüftete Landschaft vor, die zum Spiegelbild seelischer Landschaften wird. Besonders interessant ist hier (im Vergleich zur Perspektive des eher bodenständigen Erzählers) die literarische Gestaltung der Eifel aus der Sicht des Außenstehenden. Vor allem dort, wo keine romantische Verklärung der Eifel versucht wird, sondern wo Ausweglosigkeit und Verzweiflung angesichts von Armut und Not, geistiger Enge oder starrer Wertordnungen sichtbar werden, fordert diese Literatur zur Auseinandersetzung mit dem Raum und seinen Menschen heraus. Obwohl Norbert Scheuer in der Eifel geboren wurde, nehmen die Erzähler seiner Romane und Erzählungen die Perspektive des Distanzierten und Außenstehenden ein. Norbert Scheuer ist es vor allem in seinem jüngsten Erzählband „Kall, Eifel“ (2005) gelungen, das Leben in der Eifel facettenreich darzustellen und für Leser im gesamten deutschsprachigen Raum interessant zu machen. Auch in den Romanen von Ute Bales sind Landschaft und Menschen untrennbar verbunden. Das Charakteristische der Eifellandschaft und ihrer Bewohner ist der Ausgangspunkt eines Erzählstils, der den Menschen als „einsam, verloren, in einem missverstandenen Raum“ in und mit seinem Leiden zeigt, wie im Roman Kamillenblumen (2010) über die Hausiererin Traud aus Kolverath.

#### Eifel-Krimis
Eine literarische Gattung, die in den letzten Jahrzehnten in vielen Regionen und Großstädten Deutschlands aufblüht, ist der Kriminalroman mit lokalem oder regionalem Bezug. Jacques Berndorf hat sich mit seinen Kriminalromanen, etwa Eifel-Blues (1989), Eifel-Sturm (1999) oder Eifel-Träume (2004), zum auflagenstärksten deutschen Krimiautor geschrieben. 1996 erhielt er den Hauptpreis des Eifel-Literatur-Festivals. Neben ihm wurde Ralf Kramp mit dem Förderpreis ausgezeichnet. Ralf Kramp war der erste Autor, der mit seiner Reihe um das „schwarze Kleeblatt“ die Eifel als Krimi-Schauplatz auch Kindern nahegebracht hat. Harald Schneider (* 1962) ist Autor der in der Eifel angesiedelten Kinderkrimiserie Die Meisterschnüffler, einem interaktiven Leseangebot, das Leser ab 8 Jahren an unterschiedliche Schauplätze in der Eifel führt. Carola Clasen, Carsten Sebastian Henn, Andreas Izquierdo, Rudolf Jagusch, Martina Kempff, Elke Pistor, Edgar Noske und Hans Jürgen Sittig gehören zu den weiteren Autoren, die sich dem Genre „Eifel-Krimi“ verschrieben haben. Historische Eifel-Krimis schreiben Günter Krieger, Hans Astor und Petra Schier. Josef Zierden hat einen Eifel-Krimi-Reiseführer veröffentlicht, der zu Krimischauplätzen in der Eifel führt. In der Stadt Hillesheim gibt es einen Eifel-Krimi-Wanderweg, der an die Schauplätze der Romane von Jacques Berndorf und Ralf Kramp führt. Das Kriminalhaus in Hillesheim beherbergt die größte Krimibuch-Sammlung im deutschsprachigen Raum mit einem Bestand von 30.000 Büchern, im Haus befindet sich auch ein „Krimicafé“.

### Bildende Kunst
Die Eifel wurde ab dem 19. Jahrhundert durch Eifelmaler bekannt. Die Entwicklung begann in den späten 1820er Jahren mit Carl Friedrich Lessing und Johann Wilhelm Schirmer. Es folgten viele weitere Vertreter der Düsseldorfer Malerschule, unter ihnen Fritz von Wille als dem bekanntesten Eifelmaler. Er war ein deutscher Impressionist, ebenso wie Eugen Bracht, der mit Kollegen dort malte, und August von Brandis, der mit Architekturstudenten aus Aachen sich oft mehrere Tage dort aufhielt, um ihnen die Landschaftsmalerei näher zu bringen. Von Bracht sind zwei Gemälde der Manderscheider Burgen überliefert.

## Städte

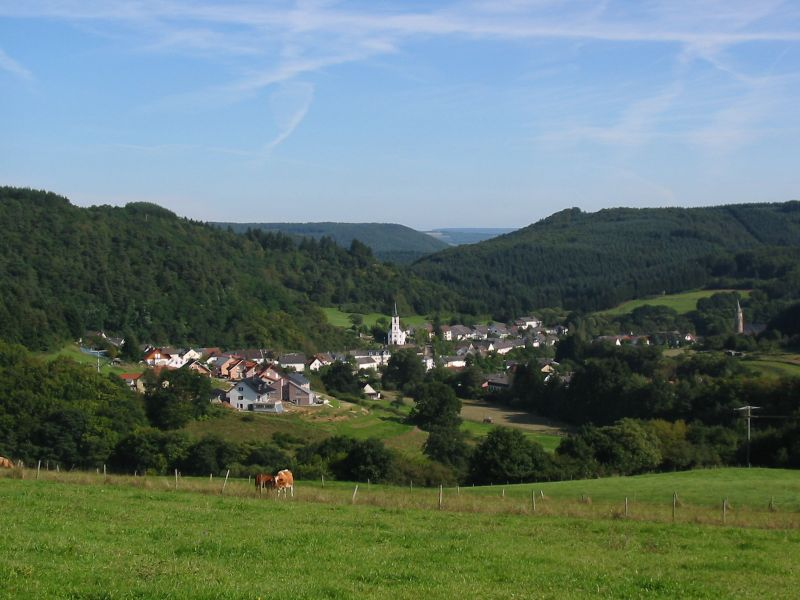
Eifeldorf Bruch in der Südeifel

- Städte in der Eifel: Adenau, Bad Münstereifel, Bad Neuenahr-Ahrweiler, Bitburg, Daun, Eupen (Belgien), Gerolstein, Heimbach, Hillesheim, Kaisersesch, Kyllburg, Malmedy (Belgien), Manderscheid, Mayen, Mechernich, Mendig, Monschau, Münstermaifeld, Neuerburg, Nideggen, Polch, Prüm, Schleiden, St. Vith (Belgien), Speicher, Stolberg, Ulmen, Wittlich.
- Größere Städte nahe der Eifel: Aachen, Bonn, Düren, Euskirchen, Koblenz, Lüttich (Belgien), Luxemburg (Luxemburg), Maastricht (Niederlande), Trier.

## Verkehr
Durch die Eifel führen:
- die Ahrtalbahn Remagen–Ahrbrück

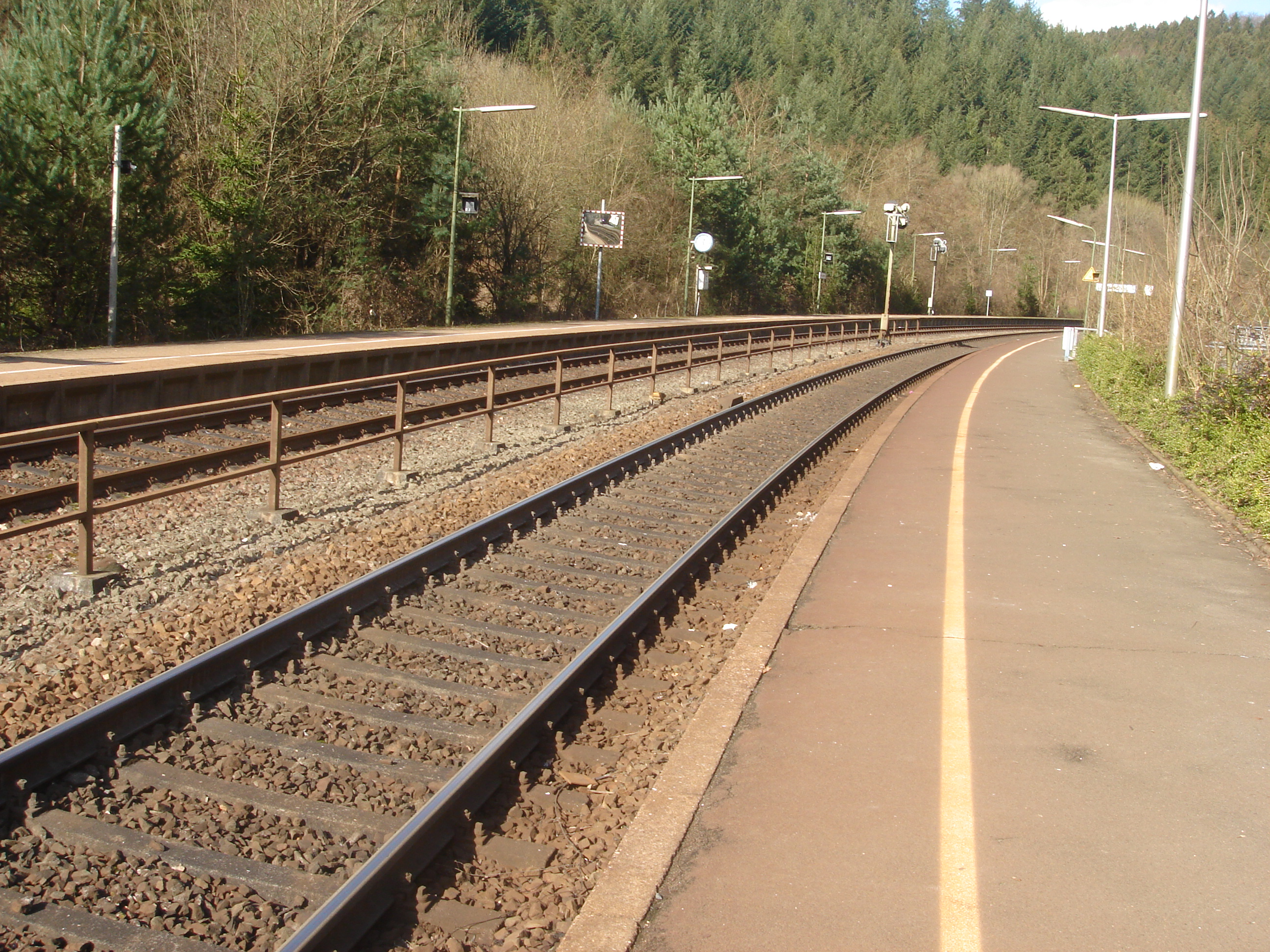
Eifelstrecke (im Bereich des Bahnhofs Speicher)

- die Eifelstrecke Köln–Euskirchen–Kall–Gerolstein–Trier mit mehreren Nebenbahnen. Ein großer Anteil der Nebenbahnen wurde jedoch inzwischen stillgelegt und teilweise zurückgebaut.
- die Erfttalbahn Euskirchen–Bad Münstereifel mit Durchbindung an die Voreifelbahn Euskirchen–Bonn
- die Eifelquerbahn Andernach–Mayen–Kaisersesch–Daun–Gerolstein. Der Streckenabschnitt Kaisersesch–Gerolstein wird zurzeit nicht betrieben. Der Streckenteil Kaisersesch-Andernach wird von der Deutschen Bahn als Teil der Lahn-Eifel-Bahn bedient. Die abzweigenden Nebenbahnen Mayen–Polch–Koblenz, Polch–Münstermaifeld und Daun–Wittlich wurden eingestellt und in Teilabschnitten zu touristischen Zwecken (Radweg) umfunktioniert.
- die Rurtalbahn Düren–Heimbach. Sie wird an Sommerwochenenden zusätzlich von der Euregiobahn auf der Strecke Heerlen (Niederlande)–Aachen–Düren–Heimbach befahren und ist besonders beliebt bei Tagestouristen, für die die Stadt Heimbach und ihre Ortsteile ein reizvolles Ziel bieten.
- die Brohltalbahn Brohl–Engeln; eine privat betriebene Schmalspurbahn.
- die Autobahnen A 1 (auch Eifelautobahn), A 48, A 60, A 61, A 64, A 565, A 571 und A 573.
- zahlreiche Bundesstraßen, z. B. B 49, B 50, B 51, B 52, B 53, B 56, B 257, B 258, B 265, B 399, B 409, B 410, B 418, B 421, B 477